# Société littéraire de Laval
La Société littéraire de Laval (SLL) crée, produit et diffuse des œuvres littéraires et multidisciplinaires dans les espaces publics et dans Entrevous, une revue numérique et hypermédiatique d’arts littéraires, membre de la Société de développement des périodiques culturels québécois (SODEP).
La SLL est un organisme culturel à but non lucratif (OBNL) agréé par le Ministère de la culture et des communications du Québec. Ville de Laval reconnait à la SLL un statut d'organisme professionnel de création. La SLL est membre du Regroupement d'organismes culturels et d'artistes lavallois (ROCAL).

## Historique
Le Gouvernement du Québec a accordé à la Société littéraire de Laval ses lettres patentes le 6 février 1985 à la demande des écrivaines Bernadette Bujold et Renée Thivierge, des professeurs Jacqueline Déry-Mochon, Roger Leymonerie et François De Mers, et du bibliographe Pierre Vézina. Le premier conseil d'administration était constitué de Patrick Coppens à la présidence, Michel Cailloux et Guy Moineau à la vice-présidence, Jacqueline Déry-Mochon au secrétariat et Bernadette Bujold à la trésorerie.
| Présidence             | année(s)  |
| ---------------------- | --------- |
| Leslie Piché           | 2024-     |
| Lise Chevrier          | 2015-2024 |
| Diane Landry           | 2013-2015 |
| Leslie Piché           | 2009-2013 |
| Patrick Coppens        | 2007-2009 |
| Claire Varin           | 2002-2007 |
| Thérèse Tousignant     | 1998-2002 |
| Marie Beaulieu         | 1997-1998 |
| Jean-Raymond Béchard   | 1996-1997 |
| Jacqueline Déry-Mochon | 1991-1996 |
| Thérèse Tousignant     | 1989-1991 |
| Patrick Coppens        | 1985-1989 |

## Objets et mission
La Société littéraire de Laval a pour objets d'œuvrer à la reconnaissance de la littérature comme discipline artistique professionnelle de création, de générer des projets et des évènements littéraires ou multidisciplinaires incluant un volet littéraire, de façon autonome ou en partenariat, et de prendre part à titre d'organisme littéraire au développement culturel de Laval en synergie avec les organismes en arts et culture œuvrant sur le territoire ou ailleurs.
Pour accomplir sa mission, la SLL génère des projets et des évènements littéraires en français. Elle met en œuvre, accompagne, crée, produit, coproduit, accueille en résidence des créateurs et diffuse des activités impliquant des auteurs reconnus et des auteurs de la relève. Elle s’associe à des partenaires culturels professionnels dans le cadre de démarches transdisciplinaires incluant un volet littéraire de création, de production ou de diffusion. Elle s’investit dans des projets de médiation multidisciplinaire comportant un volet littéraire. Elle dispense de la formation à ses membres et aux intervenants culturels.

## Laboratoire d'arts littéraire

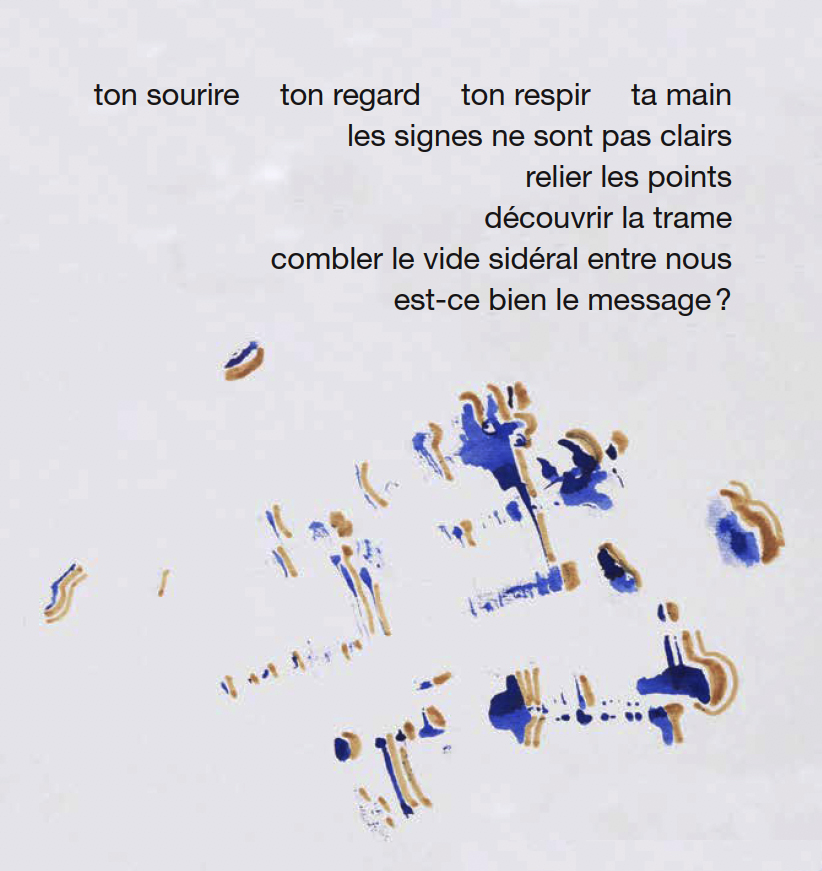
Minuscules oscillations, un poème de Lise Chevrier sur un dessin de Patrick Coppens, dans Entrevous 08 (octobre 2018) p. 19.

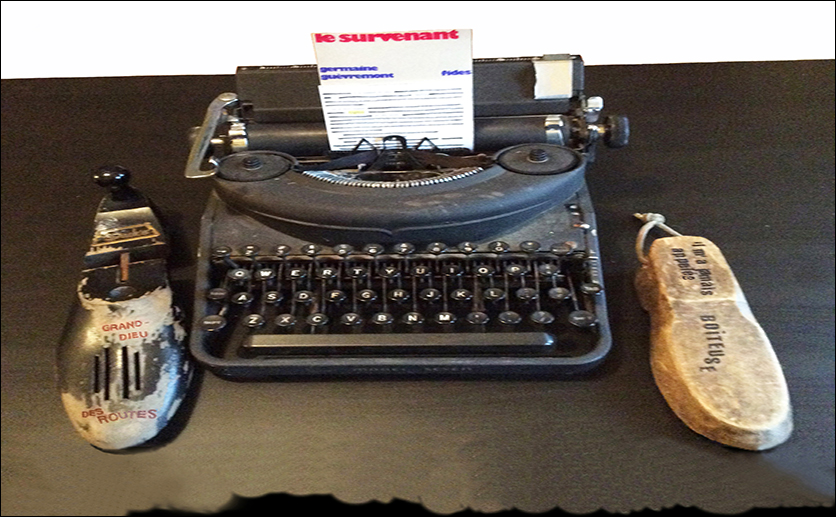
Installation de Suzanne St-Hilaire inspirée par le LaboClic de caviardage du roman Le Survenant, de Germaine Guèvremont; dans Entrevous 09 (février 2019) p. 15.

La création littéraire est l'activité première de la Société littéraire de Laval.
Son laboratoire d'arts littéraires offre des ateliers et des formations en présentiel et virtuels, où toutes sortes de techniques de remue-méninges et de procédés de création littéraire s’inventent et s’expérimentent, aussi bien dans un cadre de développement professionnel que dans une optique de médiation culturelle.
La SLL propose à ses membres – et occasionnellement à des non-membres – plusieurs types d'activités créatrices animées par des écrivains expérimentés : le LaboClic, où l'on impose aux participants une « Contrainte Littéraire Créative » de type oulipien ou autres, par exemple la poésie centon, le caviardage poétique, les haïkuvertures. Il y a aussi : des Marchés des mots, une variante des « micros ouverts », les lecteurs devant révéler leur processus de création ; des appels à contribution Mots sur image qui récoltent des inédits, en prose ou en vers, inspirés d'une image mise au jeu, incluant le défi « création croisée » lors de jumelages interdisciplinaires ; le jeu poétique Interprétation vs Intention et les appels à contribution Tour de phrase qui explore un genre littéraire particulier (p. ex. le pastiche, l'oxymore, l'aphorisme).
Par ailleurs, la SLL sollicite régulièrement ses membres pour créer sur commande des textes littéraires à intégrer dans des concerts (p. ex. Belle Arménie), des expositions (p. ex. Liberté), des célébrations (p. ex. la Fête nationale du Québec) et d'autres évènements multidisciplinaires (p. ex. Les déjeuners Croissants-Musique).
La Société littéraire s'intéresse aussi à la technologie au service de la création littéraire et multidisciplinaire : elle réalise des jeux littéraires interactifs, des animations numériques, des balados, des vidéos, de la réalité augmentée et la création d'images avec une IA. 
La SLL propose également à ses membres des formations sur mesure soutenues par Culture Laval et Emploi Québec. Deux formations ont été offertes : Journalisme culturel et Récits de vie tous azimuts.
Une sélection de créations issues de toutes les activités de la SLL parait dans chacun des numéros quadrimestriels de la revue d'arts littéraires Entrevous, éditée par la SLL depuis 2016 en juin, octobre et février. 

## Arts littéraires dans les espaces publics
Sur le chemin de la concrétisation de sa mission actualisée en 2016, la Société littéraire de Laval a créé en 2020 une galerie Instagram consacrée à la diffusion de la poésie dans les espaces publics : on y trouve principalement ses propres projets, et quelques autres créés par des membres et qui ont fait l'objet d'un article dans la revue d'arts littéraires Entrevous. La SLL réalise des installations en extérieur permanentes ou temporaires, et des expositions muséales ponctuelles ou itinérantes.

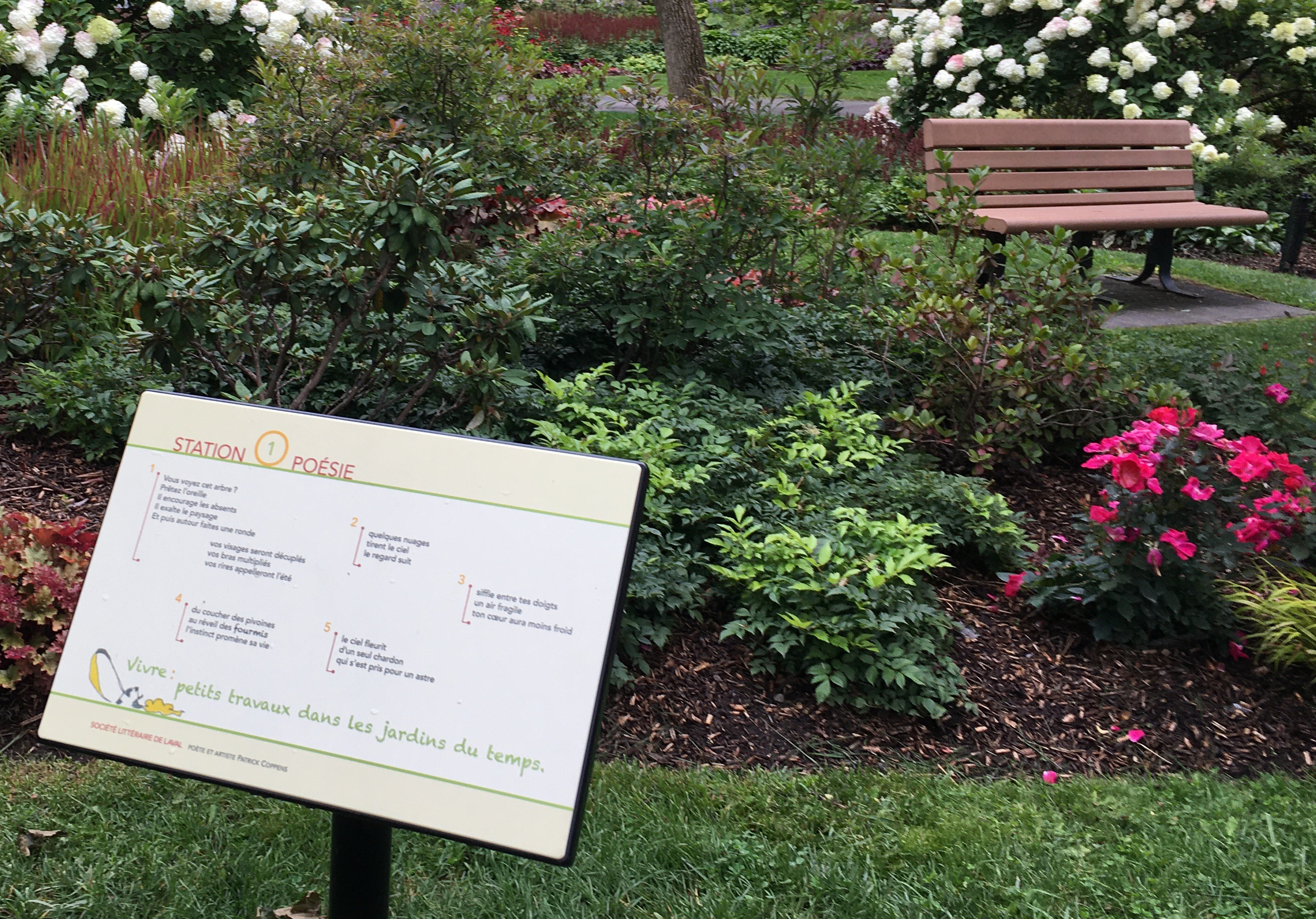
Circuit pédestre de 8 Stations Poésie au Jardin de la détente du Centre de la nature de Laval. Station 1 : florilège poétique et dessin de Patrick Coppens.

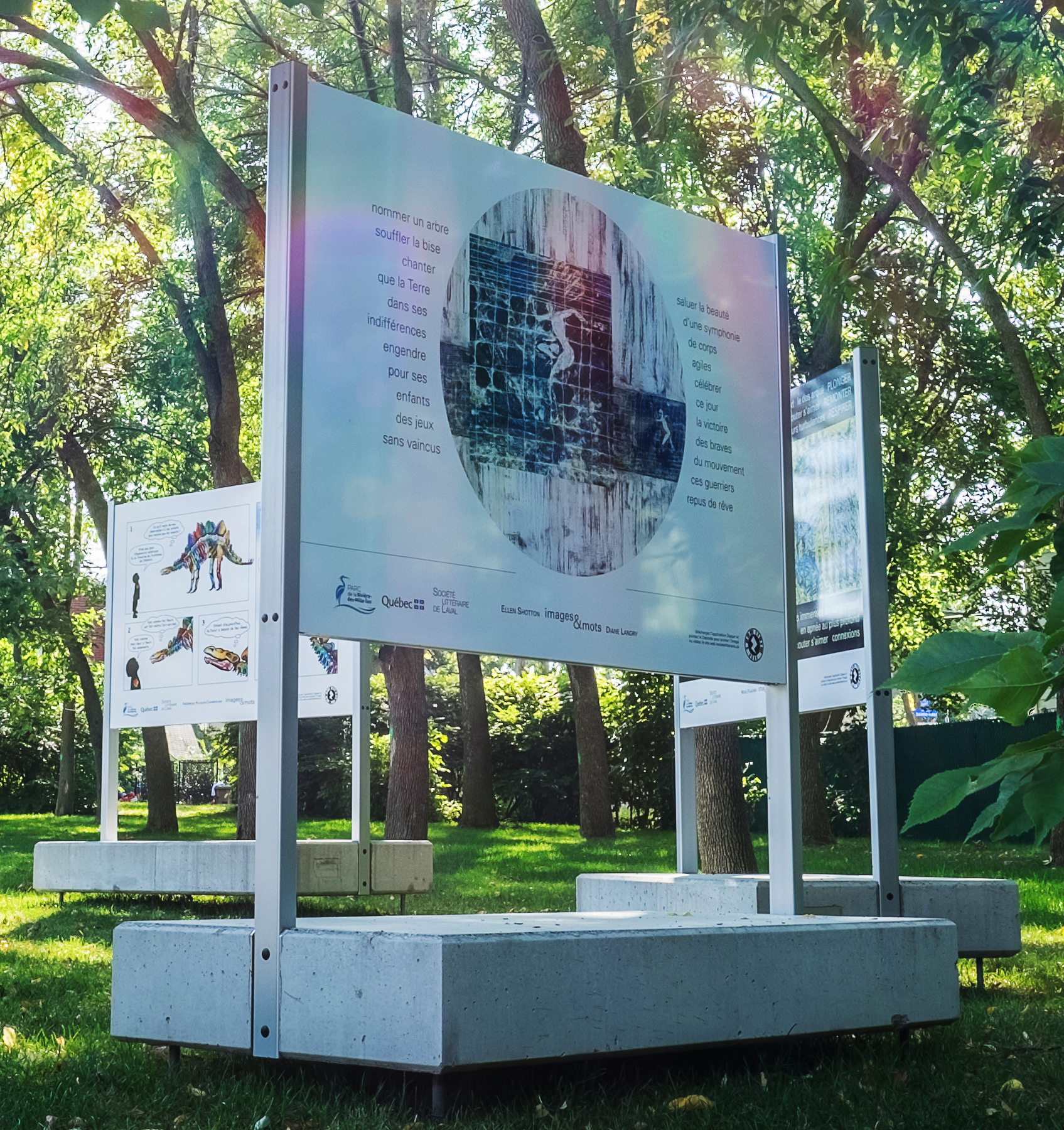
Espace expérientiel de la Société littéraire de Laval au Parc Éco-Nature de la Rivière-des-Mille-Îles; les affiches images&mots s'animent en réalité augmentée. Au premier plan, poème de Diane Landry, toile de Ellen Shotton.

Deux installations en extérieur sont permanentes. Réalisé dans le cadre d'une subvention du ministère de la Culture et des Communications du Québec et de Ville de Laval (MCC-Laval), le circuit pédestre Stations Poésie du Jardin de la détente, au Centre de la nature de Laval, a été inauguré le 23 juin 2021 avec la collaboration de l'artiste Patrick Coppens et de 16 poètes : José Acquelin, Francine Allard, France Bonneau, Ariane Bouchardy-Gauthier, Patrick Coppens, Aimée Dandois, Jeanne Delta, François-René Despatis-L’Écuyer, Vincent Diraka, Julie Grimard, Diane Landry, Monique Pagé, Luce Pelletier, Leslie Piché, Suzanne St-Hilaire, Claire Varin. Soutenu financièrement par le Fonds d’appui au rayonnement des régions (FARR) du ministère des Affaires municipales et de l’Habitation (MAMF) et de la Ville de Laval, l'espace expérientiel de réalité augmentée image&mots au Parc Éco-Nature de la Rivière-des-Mille-Îles a été installé en 2019,,. Six  images grand format avaient été intégrées à du mobilier urbain. Les équipes de poète et artistes en arts visuels participants à cette phase 1 sont : Leslie Piché et Michel R Lalonde; Nancy R Lange et Marcel Saint-Pierre; Danielle Shelton, Pierre Gendron, Nicolas Caloia; Patrick Coppens, Gilbert Patenaude et Juliette Dugauay; Diane Landry et Ellen Shotte; Collectif Trois Temps et Frédérique Péloquin-Chamberland. Une subvention du Conseil des arts et des lettres du Québec (CALQ) et de Ville de Laval a permis de remplacer les images en  2023. Les poètes et artistes de cette phase 2 sont : André-Guy Robert; Aimée Dandois et David Bernier; Ginette Trépanier; Lise Chevrier et Sarah Galarneau; Claire Varin et Suzanne St-Hilaire; Fernand Ouellette et Laurent Lamarche. La commissaire du projet est Danielle Shelton, et l'animateur numérique est Alain Legros du Studio fl42, à Laval.

D'autres installations en extérieur sont ponctuelles. Financé par le Conseil des arts du Canada (CAC), le projet de réalité augmentée Cerles de fée Ronds de sorcière a été diffusé pour la première fois dans le réseau des bibliothèques de Laval à l'été 2023, puis représenté au cours de la Nuit de la lecture 2024. En 2014, la SLL avait présenté Scène de crime au Centropolis de Laval, une œuvre du photographe d'arts R A Warren et de la poète japonisante Danielle Shelton, dans le cadre du PARK(ing) Day 2014 ; il s'agit d'un bestiaire photographique et littéraire explorant le thème de l'interruption de la vie d'animaux inapprivoisés lors d'accidents routiers (voir une image de cette exposition primée dans la section Prix et reconnaissance).depuis, 

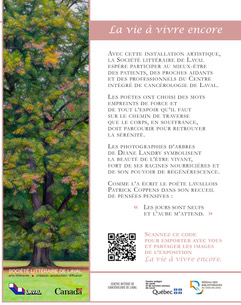
Poètes participants : Danielle Shelton (dir.), Germaine Beaulieu, France Bonneau, Lise Chevrier, Aimée
Dandois, Monique Leclerc, Cristina Montescu, Fernand Ouellette, Monique Pagé et Leslie Piché.
Photographe d’art : Diane Landry.

La SLL crée aussi des installations poétiques pour des espaces intérieurs publics. Par exemple, elle a offert au Centre de cancérologie de la Cité de la Santé de Laval une installation en double exemplaire de dix affiches pérennes : La vie à vivre encore. Plusieurs autres ont été réalisées dans le cadre de projets de médiation culturelle, notamment la. murale IA et les 40 poètes du Carrefour jeunesse-emploi Laval (voir plus bas la section Médiation culturelle). 
La SLL réalise aussi, depuis 2008, des expositions itinérantes d'arts littéraires qu'elle diffuse dans des espaces publics intérieurs. Sauf indication contraire, la commissaire de ces expositions est Danielle Shelton, la directrice artistique de la SLL. Une version muséale de l'exposition images&mots rassemble toutes les images  de l'installation permanente de la SLL au Parc Éco-Nature de la Rivière-des-Milles-Îles, et les anime avec un code Artivive de réalité augmentée. Chaque phase compte 6 images :  la première exposition en format muséal rassemblait déjà les images des deux premières phases. L'inauguration a eu lieu le 17 juin 2021 à la bibliothèque municipale de Saint-Hippolyte, dans les Laurentides; depuis, elle est reprise ponctuellement dans le cadre d'activités de la Société littéraire de Laval.
Réalisée dans le cadre des projets spéciaux de Ville de Laval, l'exposition Nos écrivaines venues d'ailleurs présente un écrit significatif de l'œuvre littéraire de neuf écrivaines immigrées à Laval : Andrée Dahan (Égypte), Zehira Houfani Berfas (Algérie), Marie-Sœurette Mathieu (Haïti), Felicia Mihali (Roumanie), Lady Rojas Benavente (Pérou), Brigitte Tavitian (Liban), Félycia Thibaudeau (Chine) et Aspasia Worlitzky (Chili). Elle a été inaugurée sous un chapiteau le 23 juin 2021 au Centre de la nature de Laval et reprise à l'Entraide Pont-Viau de Laval, le 6 décembre 2021.
Le Paris des Années Folles est une exposition de 10 affiches réalisées après que la SLL ait soumis l'idée à l'Orchestre symphonique de Laval (OSL) de commémorer les 100 ans des Années Folles avec un Grand concert qui a eu lieu le 2 octobre 2019 à la Salle André-Mathieu du Collège Montmorency. Installée dans le foyer de la salle de concert, cette exposition comprend des photos, des dessins, des affiches, des portraits et des citations de créateurs phares de l'époque, comme Érik Satie, Salvador Dali et André Breton. La bibliothèque lavalloise Gabrielle-Roy l'a reprise le 3 mars 2019, lors d'une conférence d'André-Guy Robert, le recherchiste de cette exposition réalisée avec Danielle Shelton.
Fragments de liberté, une exposition de 2019, commémore les 30 ans de la Chute du Mur de Berlin. Elle a été réalisée dans le cadre du grand concert « Liberté » de l'Orchestre symphonique de Laval (OSL) à la Salle André-Mathieu de Laval, puis au Théâtre Gilles-Vigneault de Saint-Jérôme. La suite poétique éponyme a été créée par Leslie Piché en intégrant des mots collectés lors d'ateliers de médiation culturelle. L'exposition comprend aussi un morceau (artefact) du mur de Berlin, une photo du poste-frontière Checkpoint Charlie, cinq photographies de Diane Landry représentant des vestiges du mur à Berlin et le segment offert à Montréal en 1992, exposé au Centre de commercial mondial du Square-Victoria.
Tout est faux, c'est le paradis est une exposition de dessins et de poèmes de Patrick Coppens, dont le titre est emprunté au regretté Claude Haeffely. La bibliothèque Marius-Barbeau l'a accueilli en mars 2018, pour célébrer le Mois de la poésie. La commissaire a assorti l'évènement d'un atelier et d'un concours de créations poétiques inspirées des dessins de l'artiste. L'exposition a migré à la bibliothèque Philippe-Panneton à la fin de l'été suivant, avec un nouveau concours.
Complicité est une exposition de cinq photographies d'art et de poèmes de Diane Landry, présentée à la Maison des arts de Laval en décembre 2017, à l'occasion de son intronisation à titre de membre d'honneur de la Société littéraire de Laval.
À l'été 2015 a eu lieu à Montréal, à la minigalerie de la Maison des écrivains de l'UNEQ, une exposition rétrospective de plusieurs projets multidisciplinaires de la Société littéraire de Laval, dont les trois expositions décrites ci-après.
La femme sous la couronne commémore le jubilé de diamant d'Élizabeth II. Il s'agit de neuf installations collectives présentées dans l'atelier de la commissaire-artiste, puis à la bibliothèque du Collège Montmorency de Laval en 2012. Les textes amalgamés aux œuvres ont été créées par Francine Allard, Françoise Belu, Denis-Martin Chabot, Claude Drouin, Diane Landry, Nancy R Lange et Leslie Piché. R.A. Warren a photographié les œuvres pour la revue Brèves littéraires 86. Cette exposition a été réalisée grâce à une subvention de Patrimoine canadien.

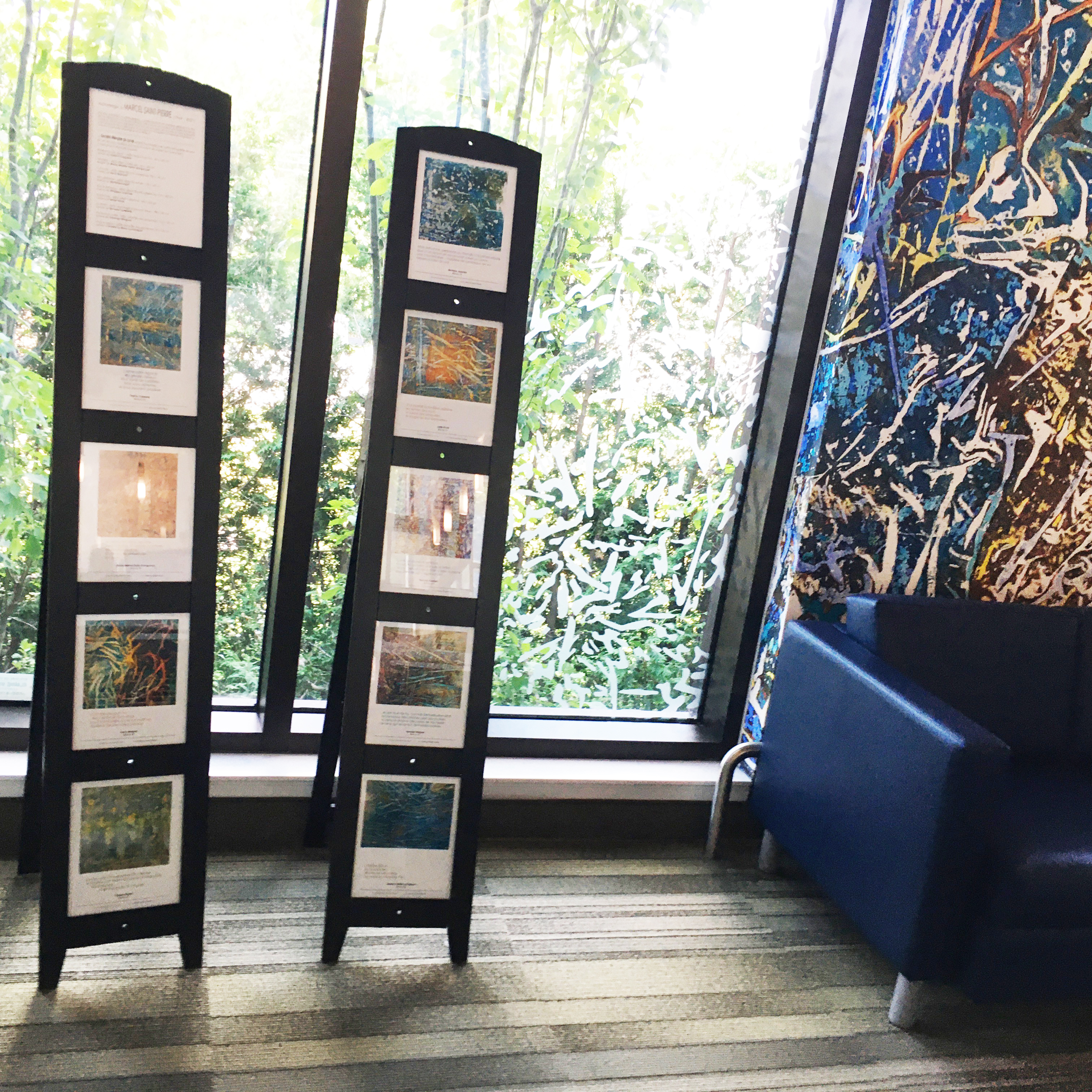
Hommage à Marcel St-Pierre, à proximité de son œuvre d'art public à la bibliothèque de Saint-Hippolyte.

Deux expositions sur chevalet ont été présentées lors des Agapes de juin, des dîners littéraires organisés par la SLL dans un cadre champêtre. La première l'a été en 2008 : 15 photographies d'André-Guy Robert ont été accouplées avec des poèmes de José Acquelin, Pierre Charland, Patrick Coppens, Andrée Dahan, Louise Deschênes, Jean-Philippe Dupuis, Danielle Forget, Anne Guilbault, Claude Hamelin, Diane Landry, Aurélie Le Blanc le Pestipon, Monique Leclerc, Fernand Ouellette, Leslie Piché et Lise Florence Villeneuve. La seconde l'a été en 2009 : 12 tableaux du peintre Marcel Saint-Pierre ont été accouplées avec des poèmes de Rollande Boivin, Patrick Coppens, Danielle Forget, Marie-Marthe Fortin-D'Argenson, Jérôme Lafond, Nancy R Lange, Aurélie Le Blanc le Pestipon, Monique Leclerc, Francine Minguez, Roch Nappert, Leslie Piché et Fernand Ouellette. En août 2021, peu après le décès de Marcel Saint-Pierre, l'exposition lui rendant hommage a visité la bibliothèque de Saint-Hippolyte, dans la région Laurentides. Ces deux expositions, plus une troisième qui reprend les images et les poèmes de La vie à vivre encore,  circulent depuis dans les résidences pour ainés de Laval, dans le cadre du Programme d'action bénévole des députés lavallois de l'Assemblée nationale.

## Spectacles d'arts littéraires
La Société littéraire de Laval produit ou coproduit des spectacles d'arts littéraires multidisciplinaires. Certains sont des productions qui se déroulent dans le cadre de partenariats occasionnels ou réguliers. Les mentions suivantes ne sont pas exhaustives. La musique est la discipline associée privilégiée, du classique au rock.

### Productions et coproductions
Le concert Ciel convertible est le fruit de la collaboration du poète Patrick Coppens, du regretté compositeur Gilbert Patenaude, de la pianiste Marianne Patenaude, de la violoncelliste Sheila Hannigan, du baryton Julien Patenaude, de la soprano Jacqueline Woddley, et de la SLL pour la production. Le concert a eu lieu au Théâtre des Muses de la Maison des arts de Laval le 14 novembre 2017. Les artistes ont donné en récital l'intégral des poèmes chantés endisqués. « Près de 15 ans après sa publication, le recueil du poète Patrick Coppens s’habille de nouvelles couleurs, vocales et instrumentales, dans cet album de 49 titres dont la musique est signée Gilbert Patenaude. ». « Manifestement, le compositeur s'est pénétré des textes du poète. Gilbert Patenaude a su traduire dans son propre idiome musical la fantaisie et l'humour des poèmes de Patrick Coppens. »
Opéra chez Béatrice Picard est le nom donné à l'événement du 1er octobre 2016, où la célèbre comédienne lavalloise a ouvert son salon à la SLL, pour les Journées de la culture. En première partie, le compositeur Gilbert Patenaude et sa librettiste Thérèse Tousignant ont fait entendre des extraits de leur opéra Chevalier de Lorimier, tout en dialoguant sur le processus de création. « Le libretto a précédé la musique mais, fait rare, voire unique, le récit est non linéaire. L'opéra s'ouvre sur la conclusion du drame : la pendaison, le 15 février 1839, de cinq Patriotes. »  La deuxième partie a repris partiellement le concert-causerie Librettistes d'un soir ! à la BAnQ, offert par l'Atelier lyrique de l'Opéra de Montréal. La SLL avait invité la soprano France Bellemare, qui a notamment interprété le célèbre air O mio babbino caro de l'opéra Gianni Schicchi de Puccini, dans le texte original italien, puis dans la version d'Hélène Dorion, présente à cette soirée,. La poète québécoise a expliqué « avoir écouté à répétition les versions de plusieurs cantatrices pour habiter l'air et s'en approprier la prosodie avant d'écrire son poème intemporel. » La cantatrice a aussi interprété Vissi d'arte de l'opéra Tosca de Puccini, revisité par Charles Binamé. « Cet air célèbre a inspiré au scénariste québécois un texte évoquant la crise des réfugiés syriens. »

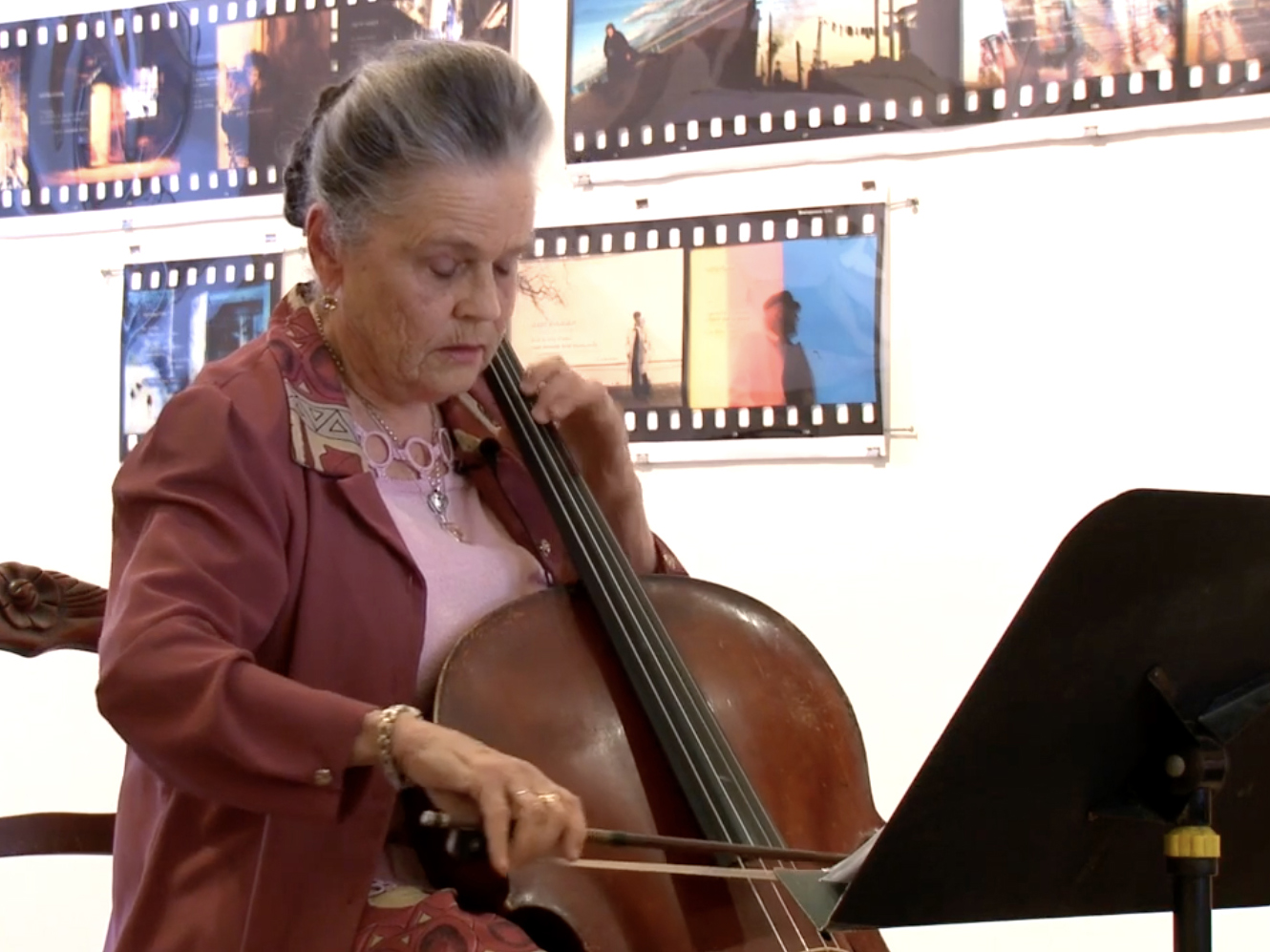
La partition intérieure : causerie poésie-violoncelle de Monique Leclerc à la Maison des écrivains de l'UNEQ.

La partition intérieure est une causerie poétique et musicale offerte par la poète et violoncelliste Monique Leclerc le 15 avril 2016, dans le Salon Émile-Nelligan de la Maison des écrivains de l'UNEQ,, ; sa prestation a eu lieu dans l'environnement visuel de Développement inclus, un projet artistique de la poète Leslie Piché et de l'artiste Carolane Saint-Pierre dont la SLL a contribué à la diffusion. À la suite du décès de l'artiste, la revue Entrevous 27 a réactualisé cette exposition avec un nouveau montage infographique des 24 poses et une vidéo en supplément hypermédia.  
Ah quelle beauté !  est un concert-bénéfice de la SLL dans le cadre du programme Mécénat Placement Cultures. « Le 5 mai 2013, cent soixante-dix-sept mécènes se sont laissés séduire, en première classe, par le dépaysement que leur a procuré ce spectacle audacieux, contemporain. » À la chapelle du Mont-De-La-Salle, l'œuvre a été interprétée par le Quatuor Molinari et la comédienne Danièle Panneton, qui a lu Ça, une prose qu'elle a composée pour une intégration à la musique de Denis Gougeon, le compositeur honoré cette année-là par la Société de musique contemporaine du Québec (SMCQ).
Depuis sa fondation en 1985, la Société littéraire de Laval a produit ou coproduit de nombreux récitals de poésie, souvent avec accompagnement musical, plus, quelquefois de l'art visuel ou de la danse. Un exemple de production multidisciplinaire : la suite poétique lauréate du Prix de poésie 2008 de la Fondation lavalloise des lettres, Poème du coton et de la soie, de Roch Nappert a été chorégraphiée par la danseuse Diane Major, et dansé par elle sur la narration et un accompagnement musical, lors des Agapes de juin 2018 de la SLL. Un exemple de coproduction : la prestation de spoken word du poète Fabrice Koffy avec le guitariste Guillaume Soucy, dans un spectacle du Printemps des revues 2011 de la SODEP, au cabaret Lion d'or, à Montréal. À l'automne 2023, c'est sous le chapiteau de Memoria, à Laval, que le volet professionnel du projet Mo[t]saïques en nuance de vert s'est conclu par le concert poétique Quatre saisons au Jardin des mémoires (lus par Danièle Panneton, des textes de Lise Chevrier, Diane Landry, Monique Pagé, Leslie Piché, Joël Pourbaix, Danielle Shelton, Suzanne St-Hilaire et Claire Varin); au piano, Christina Diotto a interprété Das Jahr (L’année), suite de pièces composées en 1841 par Fanny Mendelssohn, et Berceuse d’André Mathieu, un compositeur lavallois (1929-1968). 

### Partenariats
L'Orchestre symphonique de Laval est un partenaire régulier de la SLL pour deux de ses séries de concerts : Grands concerts et Les Chambristes. De son côté, la SLL a choisi le chef de l'OSL Alain Trudel parmi les 50 Lavallois et Lavalloises exceptionnels présentés dans son collectif Portrait de famille des 50 ans de Laval. 
Pour la série Grands concerts, la nature de la collaboration de la SLL se profile au cas par cas : pour le Grand concert Liberté, des photographies de Diane Landry, provenant de l'exposition de la SLL commémorant la chute du Mur de Berlin, ont été intégrées par Nicole Lisée à sa création multimédia pour orchestre symphonique MauerFall Lider ; pour le Grand concert Hommage à Glenn Gould, Jean Marchand a lu des extraits d'écrits du compositeur, choisis par Danielle Shelton, la directrice artistique de la SLL, ; pour le Grand concert Musique du destin, Béatrice Picard a lu un collage d'extraits choisis par Danielle Shelton dans les romans du compositeur Nicolas Gilbert, lequel créait ce soir-là son concerto pour marimba.

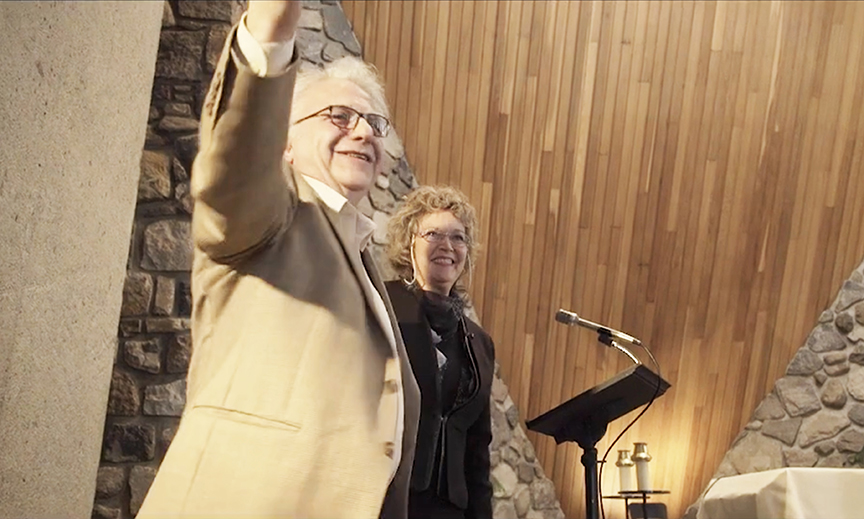
Le compositeur Petros Shoujounian et la poète Leslie Piché ovationnés après le concert Belle Arménie.

Il en va de même pour la série Les Chambristes. Pour le concert Belle Arménie, la SLL a commandé au compositeur arménien Petros Shoujounian, une œuvre amalgamant un récitatif poétique de Leslie Piché. Interprétée par le quatuor Rhapsodie, l'œuvre a été créée à l'église Saint-Maurice-de-Duvernay le 2 mars 2019. La Société de développement des périodiques québécois (SODEP) a financé une vidéo intitulée Créer sur commande, commémorant cette création. Pour de nombreux concerts, le partenariat a consisté en l'ajout, en ouverture, de créations littéraires. Parmi les poètes invités depuis novembre 2015, on trouve José Acquelin, Lise Chevrier, Patrick Coppens,, Antonio D'Alfonso, Violaine Forest,, Monique Leclerc, Danièle Panneton. Il y a aussi Leslie Piché, extraite du lot pour avoir lu Tourne et tourne et tourne le vent, sa suite poétique écrite en résidence d'écriture dans une bibliothèque de Laval. Pour d'autres concerts encore, la SLL a eu recours à la comédienne Danièle Panneton pour lire des textes d'auteurs, notamment : la Lettre de l'amoureuse de Jean-Pierre Girard (à ce même concert, José Acquelin a lu, en miroir, sa Lettre à l'amoureuse) ; trois textes sur le thème Poétique hivernale, de France Bonneau, Hélène Perras et Monique Pagé ; le poème Lune d'avril de Jeanne Delta inspiré par un tableau de François-René Despatis-L'Écuyer, exposé sur place. Le 5 octobre 2024, la Société littéraire a coproduit avec l'OSL le concert du 20e anniversaire de la Fondation lavalloise des lettres (FLDL) : un après-midi jazz et littérature à l'église Saint-Maurice-de-Duvernay, avec une suite de compositions de Claude Bolling (1930-2020) et le célèbre Oblivion d'Astor Piazzolla (1921-1992) et, lus par Danièle Panneton et Patrick Coppens, des textes extraits de publications de la FLDL. À mettre en note alpha : Voir la revue Entrevous 27, p. 128 à 139.
La Société littéraire de Laval a bénéficié d'un partenariat avec la Fondation canadienne pour le dialogue des cultures, pour une célébration en mars 2017, 2018 et 2019 d'un Rendez-vous de la Francophonie à Laval.

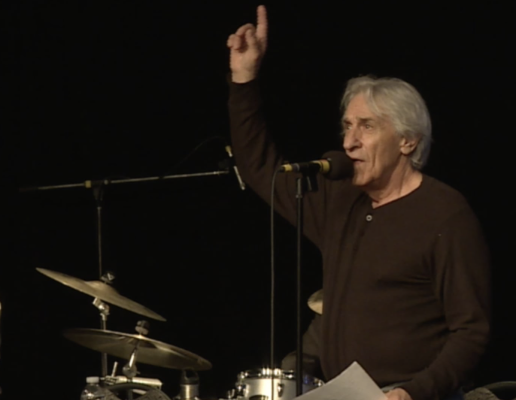
Pierre Harel en concert à la Maison des arts de Laval lors d'un Rendez-vous de la Francophonie.

Dans le cadre des Rendez-vous de la Francophonie 2019, la SLL a produit un spectacle mettant en vedette Pierre Harel, parolier de plusieurs chansons du groupe Offenbach, dont Faut que j'me pousse et Câline de blues (cette dernière est intronisée au Panthéon des auteurs et compositeurs canadiens). Le concert a été enregistré par Jean-Paul Desjardins le 24 mars 2019 au Studio de la Maison des arts de Laval. Pour cette occasion exceptionnelle, le band était formé de trois anciens d'Offenback, le guitariste Johnny Gravel, le bassiste Norman Kerr et le batteur Pierre Lavoie, plus André Bisson au clavier et Gorge Papafilys à la guitare. Patrick Lebrasseur, des Productions SOS R'N'R, dirigeait l'équipe technique. La revue d'arts littéraires Entrevous 12 a publié un article sur le concert et l'entretien avec Pierre Harel qui a suivi. On y voit, entre autres, les images digitalisées des manuscrits originaux des chansons sus-nommées, le texte de sa chanson inédite Les amours perdus, et son slam-rock en hommage à Janou Saint-Denis (1930-2000) créée en 2012 au SoloVox.
La Fondation canadienne pour le dialogue des cultures, qui encadre les Rendez-vous de la Francophonie, en était, avec le concert de Pierre Harel, à sa troisième subvention accordée à la SLL. En 2018, la SLL s'était associée à la Société de musique contemporaine du Québec (SMCQ) pour un concert hors-série en hommage à José Evangelista,. En 2017, la SLL avait organisé, sous la présidence d'honneur de Madeleine Dalphond-Guiral, un banquet de la francophonie à Laval, au pavillon du boisé Papineau. L'évènement avait sollicité tous les sens : poèmes lus ou chantés d'auteurs de douze pays membres de l'organisation internationale de la Francophonie (OIF); Philippe Prud'homme au piano; des propositions du sommelier Guy Lenoir pour l'harmonie vin, cidre ou bière, avec les amuse-bouche typiques des pays invités.

## Rencontres d'auteurs
La Société littéraire de Laval organise depuis sa création en 1985 des rencontres publiques avec des auteurs et des autrices. Les vocables ont varié au fil du temps : Parole en liberté, Dîner littéraire, Café littéraire, Rendez-vous avec... Certaines rencontres sont des entrevues, d'autres des tables rondes thématiques. Ci-dessous, un aperçu de quelques-unes des rencontres.
Hector Ruiz, Joël Pourbaix et Danielle Shelton ont animé la Nuit de la lecture 2022 en partenariat avec la Fondation Lire pour réussir, l'UNEQ et l'Assemblement/SNQL. La Nuit de la lecture 2023 a été l'occasion d'introniser Aimée Dandois membres d'honneur de la SLL – voir Entrevous 25 (juin 2024), p. 84 à91. Pour la Nuit de la lecture 2024, Patrick Coppens a offert une lecture publique de sa pièce dialoguée Constantin, les wokes et la Vérité (Pierre Turcotte Éditeur, préface de Bernard Lévy), avec la complicité du poète José Acquelin et de la mime Francine Alepin – voir Entrevous 28 (juin 2025), p. 90 et 91.
De décembre 2021 à novembre 2023, la SLL a animé une série de dix-sept cafés littéraires interculturels coproduits avec L'assemblement  et le soutien du MIFI. Les invités : Alain Farah, Diane-Monique Daviau et domlebo, Felicia Mihali, Marco Micone, Patrick Coppens,  Fabrice Koffy, Annouchka Gravel Galouchko, Nellly Desmarais et virginie fauve pour un hommage à Anne-Marie Alonzo, Flavia Garcia, Leslie Piché pour un hommage à Aline Dib, Maï Nguyen et Patrick Froehlich, Karim Akouche et Vania Jimenez, à nouveau Felicia Mihali, cette fois avec Cristina Montescu, Thierry Pardo pour le Jour de la Terre, Rodney Saint-Éloi et Yara El-Ghadban, Joël Pourbaix pour un hommage à Huguette Gaulin, et Akos Verboczy pour un hommage à Gilles Vigneault. 
André Pronovost, le lauréat du Prix du CALQ - Œuvre de l'année à Laval 2018 pour son récit Kerouac et Presley paru aux éditions Leméac, s'est entretenu avec Danielle Shelton le 25 octobre 2018, à la bibliothèque Émile-Nelligan de Laval. « Pour commencer à écrire, il lui faut avoir un titre et un plan. Lorsqu'il choisit de narrer sa vie, son "excellente mémoire" lui est précieuse pour reformuler son passé en un récit littéraire qui mêle beaucoup de vrai, un peu de faux, et fascine par le contraste de son érudition et la simplicité des évènements. »

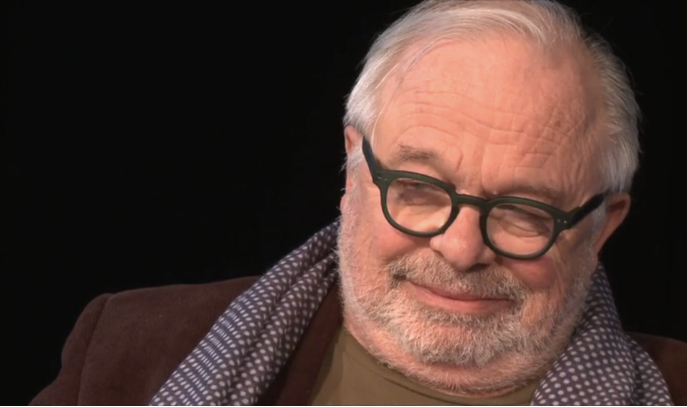
Raymond Cloutier, invité de la SLL dans le cadre d'un Rendez-vous de la Francophonie.

Raymond Cloutier, le créateur du théâtre chanté Grand Cirque ordinaire, a été reçu dans le cadre d'un Rendez-vous de la Francophonie, le 15 mars 2016, au Studio de la Maison des arts de Laval. En 2016, pour sa première participation au Rendez-vous de la Francophonie, la SLL a invité à la Maison des arts de Laval l'homme de théâtre et de lettres Raymond Cloutier. Danielle Shelton a animé la rencontre, Béatrice Picard a lu des extraits de ses romans, et Airelibre.tv a réalisé une vidéo. « La base de notre travail, c'était de raconter notre vie. On se sentait un peu comme dans une commune, des couples se faisaient et se défaisaient... c'était très compliqué. Et parce que sur scène nos personnages se nourrissaient de notre existence réelle, de notre vie en coulisse, on a atteint une réalité outrancière rare, désarmante et très drôle. Le Grand Cirque ordinaire a été un grand moment de ma vie ».

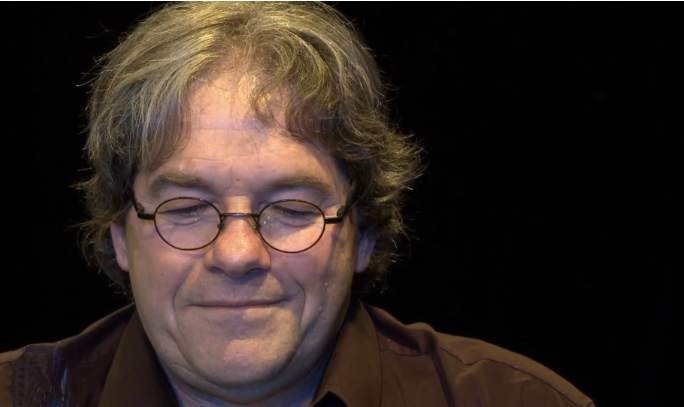
Marc-François Bernier, auteur de l'essai Foglia l'insolent, invité par la SLL dans le cadre des Rendez-vous de la Francophonie.

Marc-François Bernier, auteur de l'essai Foglia l'insolent, publié aux éditions La Presse en 2015, s'est entretenu avec Danielle Shelton le 28 janvier 2016 au Studio de la Maison des arts de Laval. « Ce projet m'habitait depuis des années [...] Je l'ai fait aussi pour ceux qui l'aiment [Pierre Foglia], veulent le retrouver, le comprendre mieux, voir ses lignes de force et ses faiblesses ».

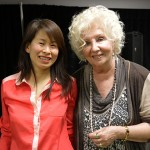
Kim Thúy et Madeleine Dalphond-Guiral lors d'un café littéraire de la SLL au Collège Montmorency.

Kim Thúy, autrice du roman Ru, qui lui a valu en 2010 un Prix du Gouverneur général, a été interviewée par Madeleine Dalphond-Guiral à la bibliothèque du Collège Montmorency le 26 février 2013.
L'illustrateur et créateur Claude Robinson et l'auteur et philosophe Alain Deneault ont participé à une table ronde le 6 mars 2012, à la Maison des arts de Laval. La rencontre avait pour thèmes le respect du droit d'auteur et la liberté d'expression. Il a été question du combat judiciaire que Claude Robinson a mené contre les sociétés Cinar, France animation et Ravensburger Film, et de la poursuite bâillon dont Alain Deneault et la maison d'édition Écosociété ont été victimes, poursuite qui a mené au retrait des librairies de l'essai Noir Canada,.
Émile Ollivier, écrivain d'origine haïtienne, était l'invité du « Dîner littéraire » du 28 novembre 1991 alors qu'il venait de recevoir le Prix littéraire de la Ville de Montréal et d'être nommé « personnalité de la semaine » du journal La Presse,.
Michel Tremblay, romancier et dramaturge, a été reçu le 28 février 1989 au Cercle d'art Alfred Dallaire, alors partenaire de la SLL. Il a été le premier à intégrer au théâtre le parler populaire québécois (le joual). Son influence a donné naissance à l'expression « la langue de Tremblay ».
Parmi les autres écrivains avec lesquels le public lavallois a pu échanger grâce à la SLL, on trouve Victor-Lévy Beaulieu (25 septembre 1988), Claude Jasmin (18 novembre 1986), Gaston Miron (15 janvier 1986), Janou Saint-Denis (1986), Guy Mauffette (1986).
Il arrive aussi que la SLL s'associe à un partenaire producteur de rencontre d'auteur, et y invite ses membres, par exemple lors de la visite au Québec du romancier français Guy Boley, lauréat du Prix Marie-Claire Blais 2018, invité de l'Association Québec-France Laval et interviewé par Madeleine Dalphond-Guiral, une animatrice de la SLL.

## Conférences
À compter de 2018, un partenariat avec le réseau des Bibliothèques de Laval a amené la Société littéraire de Laval à proposer des conférences au public lavallois.

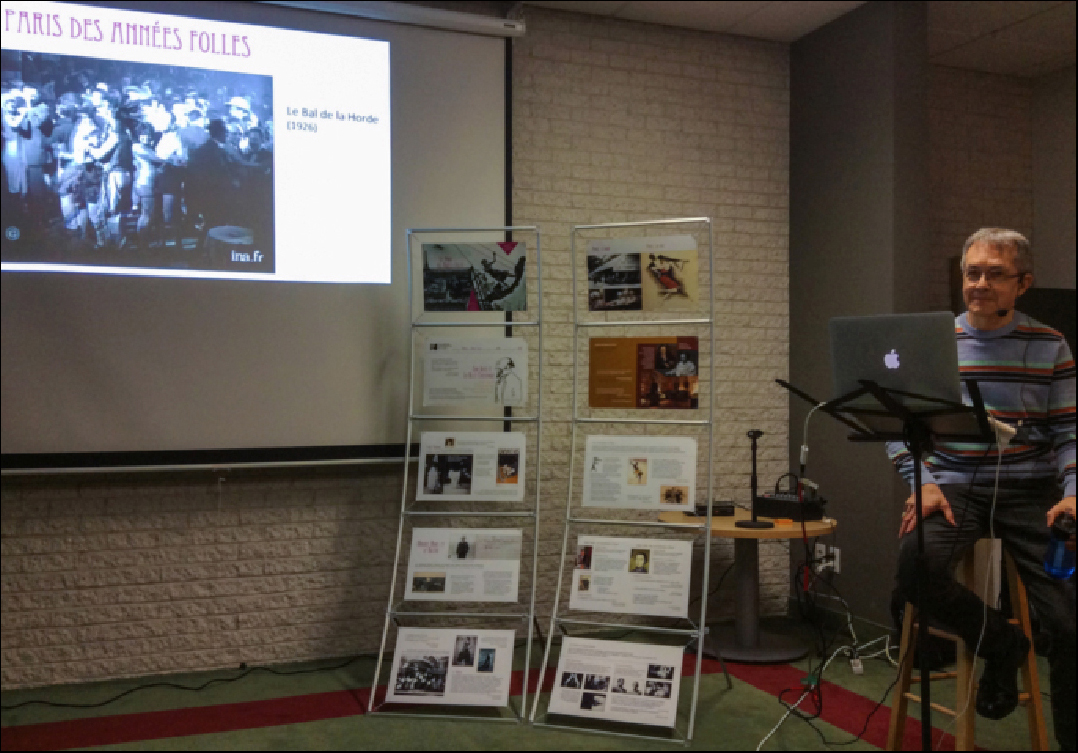
André-Guy Robert présentant sa conférence Le Paris des Années folles à la bibliothèque Gabrielle-Roy de Laval, le 3 mars 2020.

En complément de l'exposition de la SLL Le Paris des Années folles et du grand concert de l'Orchestre symphonique de Laval Les Années folles, qui ont eu lieu le 2 octobre 2019 à la salle André-Mathieu du Collège Montmorency, André-Guy Robert a présenté une conférence à la bibliothèque Gabrielle-Roy le 3 mars 2020. Parmi les images de son Power Point, il y avait la vidéo Le Bal de la Horde, un film documentaire de 1926 dont il a obtenu l'autorisation de projection.
En août 2019, Félix-Antoine Allard a donné deux conférences sur les origines et l'évolution de la langue française : Chevaliers et troubadours. La première, pour adultes, a été précédée d'un concert médiéval par Philippe Gélinas et Lise Roy, sur la Place Marcel-Gamache en face de la bibliothèque Yves-Thériault. La deuxième, à la bibliothèque Émile-Nelligan, était adaptée pour les enfants.
En complément de l'exposition de la SLL Fragments de liberté et du grand concert de l'Orchestre symphonique de Laval Liberté, Maurice Rhéaume, recherchiste et animateur à Radio Ville-Marie, a répondu à une commande de la SLL pour concevoir et présenter la conférence Histoire de la musique associée au concept de liberté en Allemagne, au « mur de la honte » et à sa chute il y a 30 ans, avec écoute musicale sur le thème du Mur de Berlin, le 3 octobre 2018, à la bibliothèque lavalloise Gabrielle-Roy.
Après que le Chœur de Laval ait présenté le spectacle multidisciplinaire Laval frissonnant au Théâtre Marcellin-Champagnat de Laval le 30 octobre 2018, la SLL a invité Charles Martin, expert en partitions musicales pour chœur, a en présenter la genèse. La conférence, qui s'est déroulée à la bibliothèque Germaine-Guèvremont de Laval, a mis l'accent sur les textes de cette production hybride, notamment les paroles du chant choral De vie à trépas créé par Isabelle Doré et le conte d'Halloween d'Amélie Pineault.

## Publications
Depuis sa fondation en 1985, la Société littéraire de Laval édite un périodique littéraire. La publication de collectifs par la SLL est exceptionnelle; cela n'est survenu qu'en 1988, 2015 et 2021. En parallèle, l'organisme promeut les publications de ses membres.

### Périodiques
La SLL a publié successivement trois périodiques de création littéraire et multidisciplinaire comportant un volet littéraire.

#### Entrevous

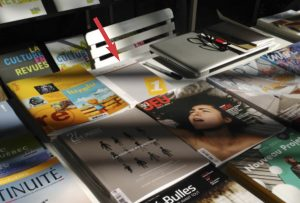
La revue Entrevous au Salon de la revue de Paris 2016, sur le kiosque de la SODEP.

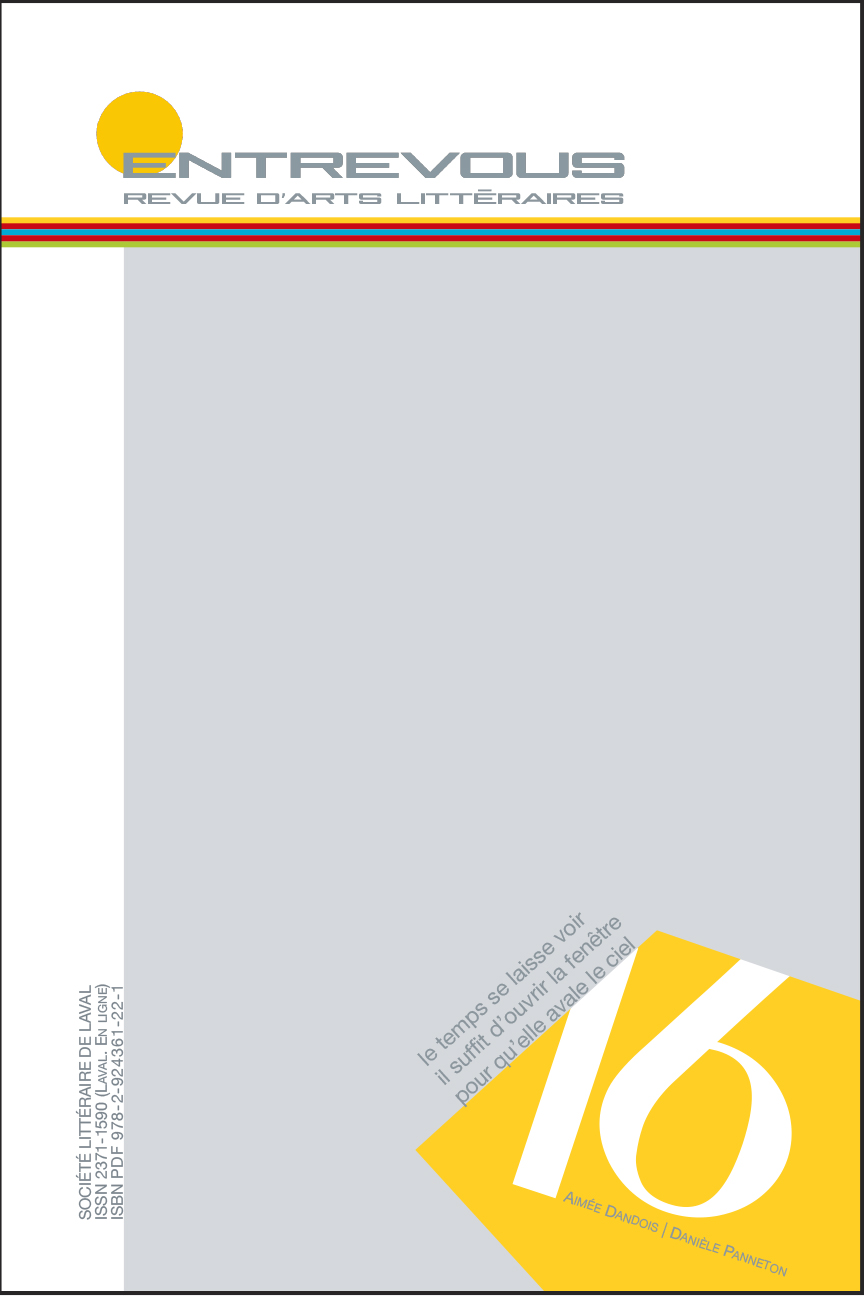
Entrevous 16 (juin 2021).

Entrevous : revue d'arts littéraires, publiée en couleurs trois fois par année depuis 2016, est le plus récent organe de diffusion de la SLL. Les numéros 1 à 5 ont été imprimés, les numéros 6 et suivants sont uniquement en format numérique. Le nombre de pages varie entre 60 et 80. Diffusée en accès restreint (barrière mobile de trois ans, libre accès ensuite) par Érudit, Entrevous est membre de la Société de développement des périodiques culturels québécois (SODEP), qui en fait la promotion au Québec et à l'international, notamment au Salon de la revue de Paris. La revue Entrevous est aussi diffusée par l'agrégateur ANEL-De Marque et sur diverses plateformes, notamment Flipster (EBSCO) et Samuel (Copibec).
La revue s'intéresse principalement aux processus de création littéraire, aux œuvres multidisciplinaires qui intègrent une composante littéraire et à l'inscription de la littérature dans les espaces publics. Les contenus sont principalement des œuvres d'arts littéraires inédites issues du Laboratoire de création Troc-paroles de l'organisme éditeur (les LaboClic oulipiens, les jeux littéraires Marché des mots et Mots sur image). S'y ajoutent des créations libres en réponse à des appels à contribution thématique ou non, ainsi que des articles sur les sources littéraires d'évènements multidisciplinaires. La revue étant de type participatif, un accompagnement éditorial est offert gratuitement à tous les collaborateurs auteurs et artistes. Cinq articles de BibliMags sont éclairants en ce qui concerne la vision artistique de la revue : le premier commente le numéro 12, paru en février 2020 (« Entrevous n'est pas une revue comme les autres : elle est en soi une œuvre d'art. On y organise des rencontres qui sont autant de dialogues ou de collisions entre les arts et les artistes [...] »); le deuxième commente le numéro 15, paru en février 2021 (« Danielle Shelton, directrice artistique de la revue Entrevous, livre dans le plus récent numéro un liminaire aux airs de manifeste. // Selon elle, la création littéraire, qu'il s'agisse de poèmes ou d'articles, n'est pas, comme on la présente souvent, l'activité solitaire par excellence, Au contraire, dit-elle, il faut saluer l'apport d'une foule de collaborateurs, qu'ils soient "un mentor peaufiner, une infographe inspirée, une rédactrice de notes de bas de page instructives, un réviseur linguistique méticuleux...". // Tous ces gens et bien d'autres encore apparaissent au fil des pages comme des créateurs à part entière. ») Dans des infolettres suivantes BibliMags recommande les numéros 19, 23 et 26 de la revue Entrevous.  La journaliste Isabelle Beaulieu avait elle aussi bien compris la vision de la revue lorsqu'elle avait écrit dans un article analysant les orientations éditoriales de onze revues québécoises : « Entrevous est propulsée par la Société littéraire de Laval dont la revue Brèves littéraires (1986-2016) a été remplacée par celle-ci. Elle a comme plaidoyer que la littérature est partout et n’hésite pas à la mettre en relation avec les autres arts. Elle sort donc souvent voir et entendre musique, théâtre, arts visuels, cinéma et opéra. Elle s’intéresse à la réception des œuvres, au processus créatif, à l’intention du texte et à l’interprétation, jamais unique, qui en est faite. Ainsi, elle privilégie la multitude des points de vue qui donne assurément, selon elle, richesse et densité à la vie. Avec ses divers jeux et mises aux défis qui ratissent tous les genres, elle entretient un joli chaos et n’a que faire des formules conservatrices. »
C'est pour la section La littérature est partout que la SLL établit le plus de partenariats et de collaborations avec d'autres organismes culturels. Exemples d'articles où la réciprocité de visibilité s'est avérée significative : l'article sur la cinéaste Jennifer Alleyn, qui a accordé à la revue le droit de première publication du dialogue dans le taxi de son film d'art Impetus, un morceau d'anthologie cinématographique ; l'article sous forme d'affiche sur l'opéra Hockey Noir de l'Ensemble de musique contemporaine de Montréal (EMC+) dirigé par Véronique Lacroix ; l'article sur l'opéra de José Evangelista inspiré du roman Manuscrit trouvé à Saragosse, présenté par la Société de musique contemporaine du Québec (SMCQ), sous la direction musicale de Walter Boudreau ; l'article sur le partenariat avec le Théâtre du Cerisier, producteur du spectacle de marionnettes pour adultes Le Tombeau des lucioles, inspiré du récit autobiographique de Akiyuki Nosaka et du film d'animation culte de Isao Takahata ; l'article sur Le Groupe Gourganes, une exposition d'Edwin Janzen à la Maison des arts de Laval en 2017 ; l'article sur Nordicité, une production lavalloise du Théâtre incliné ; l'article sur une enquête-fiction à Laval de Nadia Koromyslova pour Verticale Centre d'artistes ; l'article sur le spectacle Laval frissonnant du Chœur de Laval, qui a accordé à la revue le droit de publication du chant choral inédit d'Isabelle Doré, De vie à trépas, sur une musique de Moussorgski ; l'article sur la rétrospective de Ginette Trépanier au Centre d'art Diane-Dufresne de Repentigny, qui comprenait une affiche de l'exposition de la SLL images&mots ; une série d'articles sur les spectacles de deux organisations communautaires de Laval, le Festival des Molières et le Théâtre d'art lyrique de Laval.
Dans cette même section, on retrouve deux types de partenariats avec l'Office national du film (ONF) dans le cadre des Rendez-vous de la Francophonie. La SLL mandate ses journalistes pour couvrir certaines projections dont elle n'est pas partenaire de diffusion. Par exemple, quatre films d'animation pour enfants réalisés par des membres des Premières Nations  et projetés dans le cadre du Festival des Petits bonheurs à Laval ont fait l'objet d'un article dans la revue Entrevous 08 (octobre 2018). Pour l'autre type de partenariat avec l'ONF, la SLL organise un ciné-club. En 2019, la SLL a présenté à la Maison des arts de Laval deux documentaires sur les communautés francophones minoritaires de deux provinces canadiennes, la Saskatchewan et le Nouveau-Brunswick : Au beau milieu de la plaine – Les Fransaskois et Le goût des belvas ; en 2020, l'ONF n'a proposé aucun programme en lien avec le littéraire, aussi a-t-il fallu attendre 2021 pour poursuivre le partenariat, virtuel celui-là, avec une sélection de trois documentaires et autant d'articles dans Entrevous : Plus haut que les flammes, Le grand Jack [Kerouac] et, en reprise, Le goût des belvas, [ou la parlure acadienne].
Les journalistes culturels de la revue Entrevous ont comme directive d'exposer autant que possible dans leurs articles les sources littéraires des spectacles multidisciplinaires qu'ils couvrent.
Certains articles de la revue Entrevous incluent une entrevue avec un artiste, par exemple la comédienne Béatrice Picard, le dramaturge Pierre-Yves Lemieux, le marionnettiste Pier Dufour et le metteur en scène Marcel Pomerlo.
Entrevous s'intéresse aussi à la « mémoire littéraire », en publiant notamment des articles sur des lieux qui ont conservé le souvenir d'auteurs reconnus, ainsi que des créations littéraires repêchées dans Le Littéraire de Laval, la première revue de la Société littéraire (1986-1990), épuisée et non mémorisée; idem pour son Anthologie des écrivains lavallois d'aujourd'hui (1988).  
On trouve dans les autres sections de la revue des textes de journalistes culturels qui interrogent les processus de création des écrivains contemporains, ou qui analysent des sources littéraires et des processus de création de tous genres. 
On trouve aussi une section qui traque le littéraire hors des livres : sur scène, au grand écran, dans les musées et les galeries, dans l’espace public ou privé, etc.
Les numéros 1 (juin 2016), 2 (octobre2016), 10 (juin 2019) et suivants de la revue Entrevous offrent en libre accès sur le Web des suppléments hypermédias produits pour la plupart par la SLL : balado, vidéo, GIF animé, réalité augmentée, création interactive.
Depuis la création de la revue d'arts littéraires Entrevous en juin 2016, Danielle Shelton en est la directrice artistique et la codirectrice littéraire, et Diane Landry la codirectrice littéraire; en 2018, Leslie Piché s'est jointe à l'équipe éditoriale.

#### Brèves littéraires
Brèves littéraires était une revue qui avait « pour mission de contribuer à l'animation de la vie culturelle à Laval » et visait « à encourager le goût des lettres et à favoriser la création sous toutes ses formes ».

Brèves littéraires 50 (automne 1998), numéro spécial multi-arts : Témoins d'une terre vivante.

Au fil des ans, la revue a publié des textes inédits (prose et poésie), des essais, des extraits d'œuvres (dont des extraits de romans ou de recueils à paraître), les textes de lauréats de plusieurs concours d'écriture dont la SLL était gestionnaire ou associée, des recommandations de lecture, de brèves critiques littéraires, des entrevues, des jeux questionnaires, des extraits d'allocutions, de lecture et de micros ouverts, des traductions d'œuvres littéraires accompagnées des textes originaux, des textes et comptes rendus d'activités littéraires ou multidisciplinaires comportant un volet littéraire produites ou coproduites par la SLL, des œuvres multidisciplinaires (texte et image), ainsi que des photos, des dessins et des reproductions d'œuvres picturales et sculpturales.
Quatre numéros spéciaux ont paru : le numéro 50, une édition de luxe sous-titré « Témoins d'une terre vivante », subventionnée par le Bureau des Arts de Laval et le gouvernement du Québec dans le cadre d'un évènement multi-arts a mis à contribution trente-neuf auteurs et autrices, ainsi que la chorégraphe Diane Major pour cinq photographies noir et blanc de ses performances, et l'artiste en arts visuels Monic Thouin-Perrault pour onze reproductions en couleurs de ses œuvres collées à la main ici et là parmi les 160 pages ; le numéro 55 consacré à un événement unique, le Festival Francophone de l'Écriture célébrant au printemps 2000 les 15 ans de la SLL; le numéro double 90-91 de 192 pages paru en octobre 2015 pour faire le bilan de 30 ans de création littéraire à Laval et amorcer dans les 39 dernières pages en couleurs l'actualisation du statut d'organisme professionnel de création de la Société littéraire de Laval; enfin, le 92 paru en février 2016 avait de spécial qu'il était le dernier, et qu'il annonçait en ces mots la création d'Entrevous, «c'est une mue, pas une mort, et ce n'est pas non plus la première transformation de la revue de la SLL».
Au total, la SLL aura publié 92 numéros du périodique Brèves littéraires entre 1990 et 2016. La collection numérisée est en libre accès sur Érudit.
| Direction                                                                         | année(s)  | numéro(s)                                        |
| --------------------------------------------------------------------------------- | --------- | ------------------------------------------------ |
| Danielle Shelton                                                                  | 2010-2016 | numéros 80 à 92                                  |
| Danielle Shelton, Patrick Coppens                                                 | 2008-2009 | numéros 77 à 79                                  |
| Dominique Gaucher                                                                 | 2007      | numéros 75 et 76                                 |
| Claire Varin                                                                      | 2006      | numéro 74                                        |
| Claire Varin, Aimée Dandois-Paradis                                               | 2005-2006 | numéros 69 à 73                                  |
| Claire Varin                                                                      | 2004      | numéro 68                                        |
| Claire Varin, Laurent Berthiaume                                                  | 2004      | numéro 67                                        |
| Claire Varin, Christophe Condello                                                 | 2002-2004 | numéros 61 à 66                                  |
| Laurent Berthiaume, Jeannine Lalonde, Thérèse Patenaude, Lise Florence Villeneuve | 2000-2002 | numéros 56 à 60                                  |
| Laurent Berthiaume                                                                | 1997-2000 | vol. 11 #3, numéros 48 à 55                      |
| Jacqueline Déry-Mochon, José Acquelin, Dominique Frédrizzi                        | 1995-96   | vol. 10 #1-2, vol. 10 #3, vol. 11 #1, vol. 11 #2 |
| Jacqueline Déry-Mochon, Joël Desrosiers, Dominique Frédrizzi                      | 1994      | vol. 9 #2-3                                      |
| Jacqueline Déry-Mochon, Joël Desrosiers, Dominique Frédrizzi, Alain Gerbier       | 1993      | vol. 8 #3-4, vol. 9 #1                           |
| Jacqueline Déry-Mochon, Joël Desrosiers, Dominique Frédrizzi, Francine D'Amour    | 1993      | vol. 8 #2                                        |
| Jacqueline Déry-Mochon                                                            | 1992      | vol. 8 #1                                        |
| Patrick Coppens, Jacqueline Déry-Mochon, Dominique Frédrizzi                      | 1992      | vol. 7 #3-4                                      |
| Patrick Coppens, Pierre DesRuisseaux, Joël Desrosiers                             | 1992      | vol. 7 #1-2                                      |
| Pierre DesRuisseaux                                                               | 1990-91   | vol. 6 #2, vol. 6 #3, vol. 6 #4                  |

#### Le Littéraire de Laval
Le Littéraire de Laval est la toute première revue de la SLL. On y trouvait un liminaire, dont celui de l'un des fondateurs, Michel Cailloux, des créations littéraires de membres, des entrevues avec des écrivains et des critiques littéraires. Elle a paru en format lettre broché de 1985 à 1990. Contrairement à Brèves littéraires et à Entrevous, ses 27 numéros n'ont pas été numérisés par Érudit. La SLL conserve dans ses archives au moins un exemplaire de chaque numéro. Des extraits ont été republiés dans Brèves littéraires 90-91, en hommage à deux membres qui ont contribué à faire de la Société littéraire de Laval ce qu'elle est aujourd'hui : Bernadette Babin-Bujold et Hubert Saint-Germain.  En juin 2021, Entrevous 16 (p. 62 à 65) y avait repêché une suite poétique de Jacqueline Déry-Mochon et une nouvelle d'Hubert Saint-Germain, pour publication et enregistrement sonore d'une lecture par la comédienne Danièle Panneton; puis les premiers écrits d'Anne-Marie Alonzo pour parution dans Entrevous 17 (octobre 2021), p. 64 à 69. À l'été 2014, un poème sans titre de Bernard Anton, paru dans Le Littéraire de Laval (vol. II, no 4, mars-avril 1987, p. 4), a été choisi par Diba Ghazi pour inspiré un hommage au peintre américain Grant Wood (1891-1942), avec pour résultat la cocréation d'une image IA intégrée dans la murale IA et les 40 poètes, une installation pérenne au Carrefour jeunesse-emploi de Laval inaugurée le 6 février 2025. 

### Livres
La Société littéraire de Laval a édité trois livres collectifs.
Le bouquineur novice – « Ce bouquin a été conçu pour les néo-Québécois en processus de francisation et d'inclusion culturelle. / La littérature québécoise contemporaine proposée a été adaptée pour le leur rendre plus rapidement accessible. Les textes situent l'action au Québec et explorent diverses perspectives du vivre ensemble. Il y  a à lire dans ce bouquin de 50 pages : sept nouvelles, une suite poétique, quatre chroniques et quatre romans. » Une version audio est en libre service sur le site Web de la Société littéraire de Laval, avec, pour chaque texte des outils pédagogiques ont été développés : un lexique, des clés de lecture et une fiche biographène sur l'auteur. Les textes originaux ont été adaptés pour la clientèle ciblée par Danielle Shelton. Les onze auteurs sont Donald Alarie, Diane-Monique Daviau, Bernard Lévy, Joséphine Bacon, Julie Bouchard, Bertrand Bergeron, Sylvie Massicotte, Michel-Olivier Gasse, Jean Pierre Girard, Annie l'Italien et André Pronovost. Depuis janvier 2021, le recueil est imprimé à la demande. Ce projet à but non lucratif a été réalisé grâce au soutien du Secrétariat à la politique linguistique du Québec.

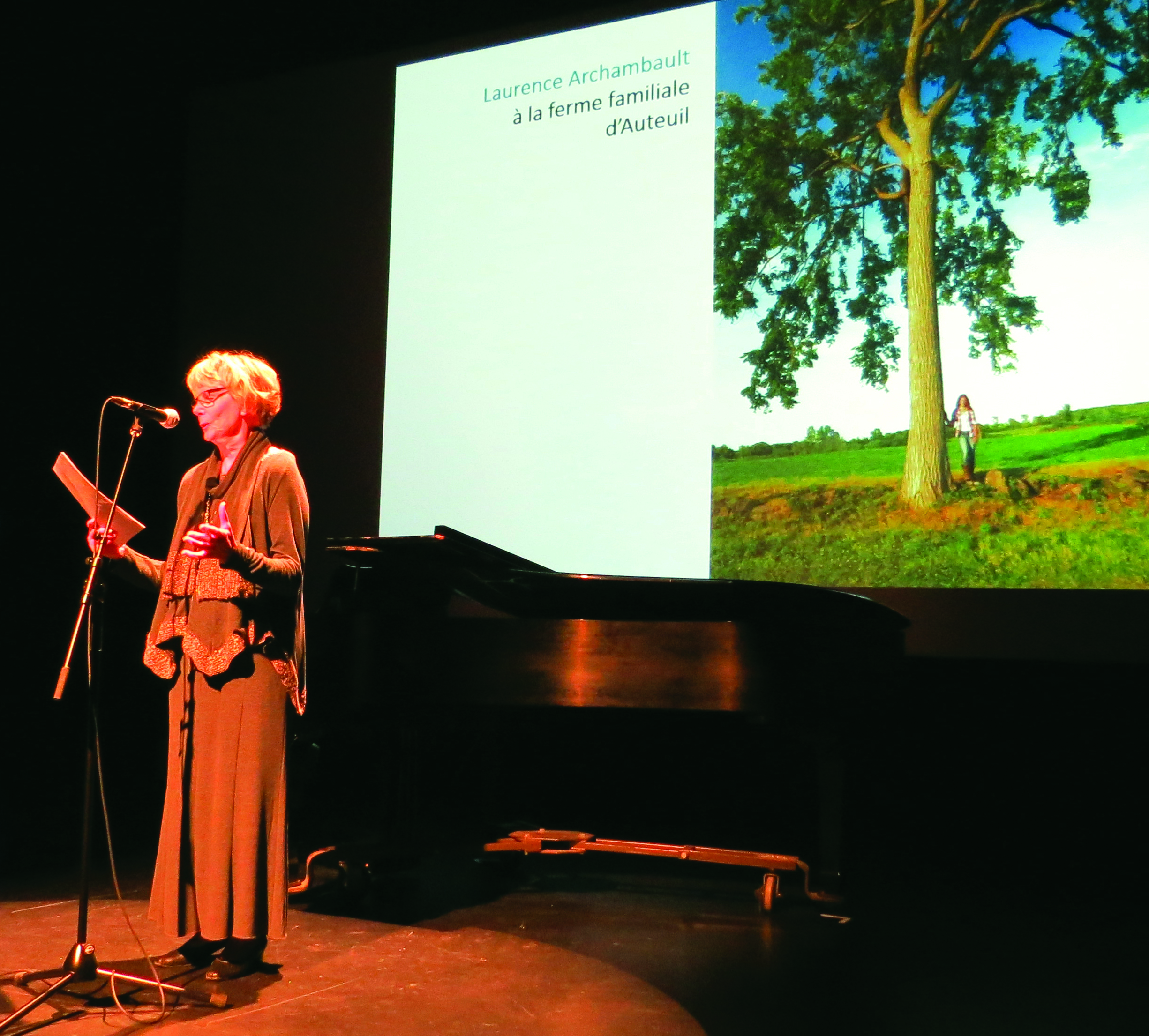
La comédienne Béatrice Picard au lancement du livre Portrait de famille des 50 ans de Laval, au Théâtre des Muses; éditions Société littéraire de Laval, 2015.

Portrait de famille des 50 ans de Laval est un collectif dirigé par Danielle Shelton, Diane Landry et Leslie Piché; les autres poètes participants sont Claude Drouin, Nancy R Lange, Marcelle Bisaillon, Lise Chevrier, Aimée Dandois, Thérèse Tousignant-Patenaude, Lucette Tremblay et Aspasia Worlitzky; les photographies sont signées Richard Warren; l'ancien maire de Ville de Laval, Marc Demers, a préfacé l'ouvrage de 80 pages édité  par la Société littéraire de Laval en 2015. L'ouvrage amène le lecteur dans 25 lieux de l'île Jésus, choisis par autant de Lavallois et de Lavalloises, chacun jumelé à une personnalité publique de Laval. « Portrait de famille des 50 ans de Laval! Voilà qui décrit bien cette mosaïque lavalloise que nous propose la Société littéraire de Laval dans le cadre des festivités entourant le cinquantième anniversaire de notre ville. [...] Portrait de famille des 50 ans de Laval est un ouvrage de poésie et de prose magnifiquement illustré de photographies et essentiel à quiconque désire palper la fibre qui compose cette belle communauté qu'a été, qu'est et continue d'être Laval. Après les célébrations, ce très beau livre s'inscrit dans la pérennité de son histoire. »
Anthologie des écrivains lavallois d'aujourd'hui est un collectif dirigé par Patrick Coppens et édité par la Société littéraire de Laval en 1988. On y trouve une photographie, une notice biobibliographique et un texte de prose ou de poésie de 67 auteurs. Cet ouvrage de 284 pages a été réalisé avec le soutien de Ville de Laval et du ministère des Affaires culturelles du Québec, dans le cadre d'une entente conjointe signée en novembre 1986. Il est épuisé. Les  poèmes d'Anne-Marie Alonzo parus dans cet ouvrage ont été repris dans la section «Devoir de mémoire » de la revue Entrevous 27, p. 100 à 102.
La Société littéraire de Laval a collaboré à trois livres d'autres éditeurs : un collectif du Centre de cancérologie de Laval, dont les poèmes ont été repris dans l'exposition La vie à vivre encore, offerte à l'hôpital par la Société littéraire de Laval; L'Entre-Deux, troisième volume de la trilogie Entre Chiens et Loups des éditions lanaudoises Créations Bell'Arte, dont des images de la plasticienne française VIO et des poèmes sont repris dans Entrevous 25; Mythologies, un tirage limité et numéroté des éditions Adage, dont les dessins de l'artiste de Vaudreuil-Dorion Stéphan Daigle et des poèmes sont republiés dans Entrevous 25, 26 et 28. 

### Lancements collectifs des membres

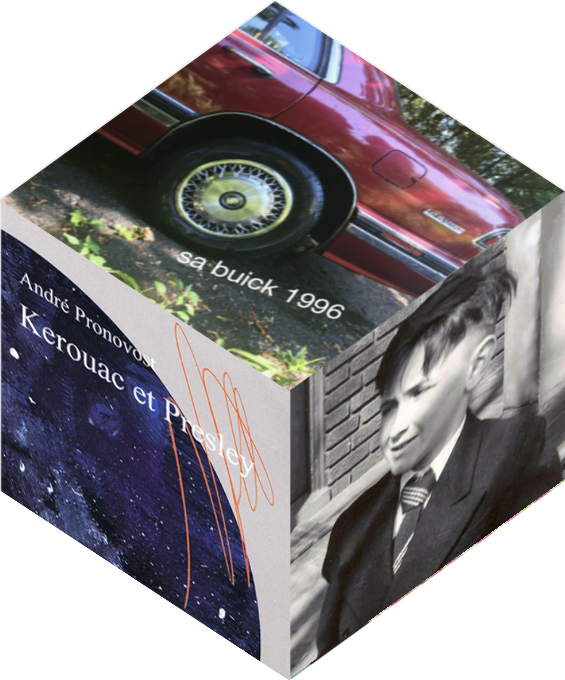
Cube animé dans le supplément hypermédia Entrevous 14, pour promouvoir le livre pour lequel André Pronovost a reçu un Prix CALQ-Laval.

La Société littéraire de Laval offre toute une liste de services à ses membres. L'un est ouvert au public : un lancement collectif annuel qui a lieu à Laval,. Les membres présentent leurs publications récentes, aussi bien les livres parus chez un éditeur agréé qu'à compte d'auteur, incluant les textes parus dans des collectifs ou en revues. Dans le contexte de la pandémie de COVID-19, l'évènement de décembre 2020 s'est déroulé virtuellement, avec une bonification : dix livres de dix genres littéraires de dix auteurs ont été présentés avec des animations numériques et des balados, grâce à une subvention du Conseil des arts du Canada.

## Médiation culturelle
Des projets de création de la Société littéraire de Laval incluent un volet médiation culturelle qui, une fois réalisé, demeure offert aux divers milieux communautaires.
Le bouquineur novice est un programme de francisation des nouveaux arrivants et de d'alphabétisation de personnes au stade « faible lecteur ». Le Réseau des bibliothèques de Laval, la Fondation canadienne pour le dialogue des cultures et la Société nationale du Québec à Laval ont contribué à sa diffusion. Le recueil, les balados et les outils pédagogiques sont en ligne.

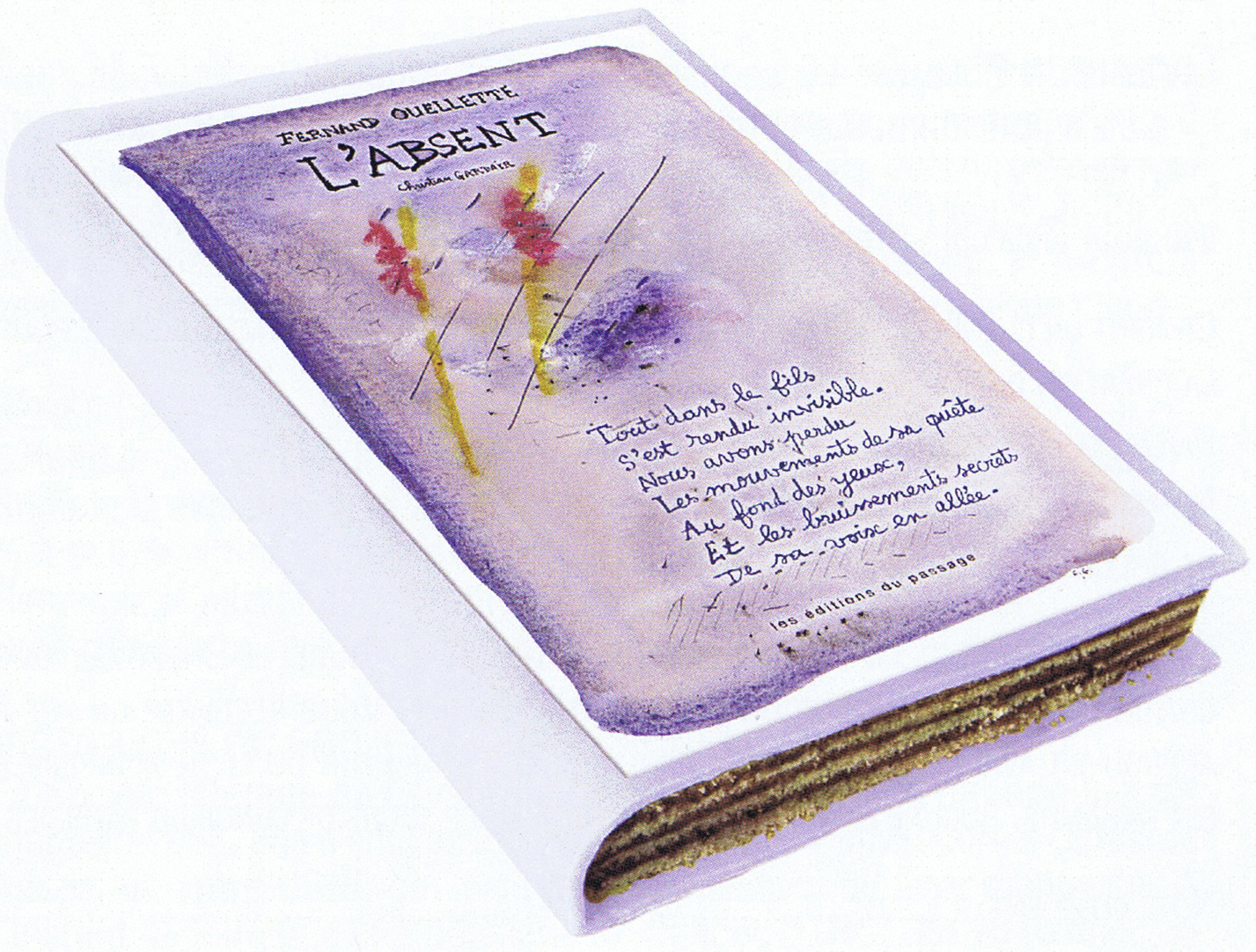
Livre mangeable inspiré par le recueil de poésie L'absent de Fernand Ouellette, illustré par Christian Gardair, paru aux Éditions du passage.

Papiers de soi est un programme de médiation culturelle auprès des personnes âgées. Le résultat est un magazine dans lequel les participants racontent et illustrent leurs souvenirs heureux. Un guide méthodologique est offert gratuitement, en ligne.
Livres mangeables est une offre gourmande : la SLL propose de déguster un gâteau opéra en forme de livre, avec un poème en couverture (impression aux encres comestibles). L'offre peut inclure la livraison par le poète et un récital personnalisé, sur place. Les vingt-cinq premiers ont été créés en 2010, dans le cadre du Festival international du livre mangeable/Edible Book Festival, pour célébrer les 25 ans de la SLL. Par la suite, la SLL en a créé plusieurs autres pour ses propres projets et en a fait concurremment une source de revenus autonomes dans le cadre de La culture en entreprise, une initiative de Culture pour tous.

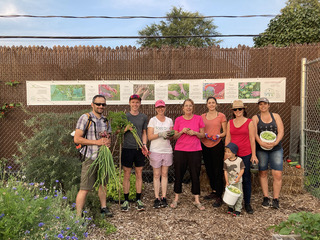
Quelques jours après l’installation de la bannière au Potager Écorécoltes, des maraichers de la saison 2023 ont remercié la Société littéraire avec cette photo.

 Le projet Mo[t]saïques en nuances de vert s'est décliné en cinq volets : des ateliers de poésie japonisante au Centre de la nature et au Parc de la Rivière-des-Mille-Îles ; des ateliers de prose poétique déambulatoire dans un jardin de  disposition de cendres humaines et le concert Quatre saisons au Jardin des mémoires sous un chapiteau (la vidéo est en ligne),; une bannière au potager collectif Ecorécoltes; une exposition de photos de maraichers de la Ferme Jeunes au travail et de poésie centon sur le thème des cinq sens mis à contribution dans l'art du jardinage;  cinq virevents poétiques sur ce même thème, réalisés avec la participation d'ainés du Domaine des Forges. 

Le 6 février 2025, jour de son 40e anniversaire, la SLL a inauguré la murale IA et les 40 poètes, réalisée en partenariat avec 40 poètes québécois, l'équipe et la clientèle du Carrefour jeunesse-emploi de Laval,. 

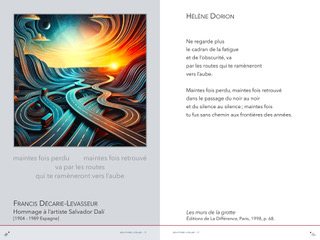
IA ET LES 40 POÈTESProjet de médiation culturelle tout à la fois une initiation à la poésie, à l’histoire de l’art et à l’art visuel infographique cocréé avec une IA.

## Mentorat et résidences d'écriture
La Société littéraire de Laval offre un mentorat ponctuel gratuit aux auteurs et aux autrices qui publient dans sa revue d'arts littéraires Entrevous. La directrice artistique décrit ainsi la vision de son équipe éditoriale : « [...] une littérature expérimentale qui ne se contente pas de retoucher les formes et les procédés du passé; une hybridité qui se joue en équipe dans une maquette non unifiée où les mots et les images  – des matières malléables – sont testés, travaillés et retravaillés jusqu'à l'obtention d'un objet textuel signifiant prêt à publier, de l'avis des créateurs concernés et des éditrices. // Ce qui explique que, dans la revue, pour chaque objet textuel il y a un plusieurs créateurs à qui sont reconnus les droits d'auteur, et une équipe altruiste. »

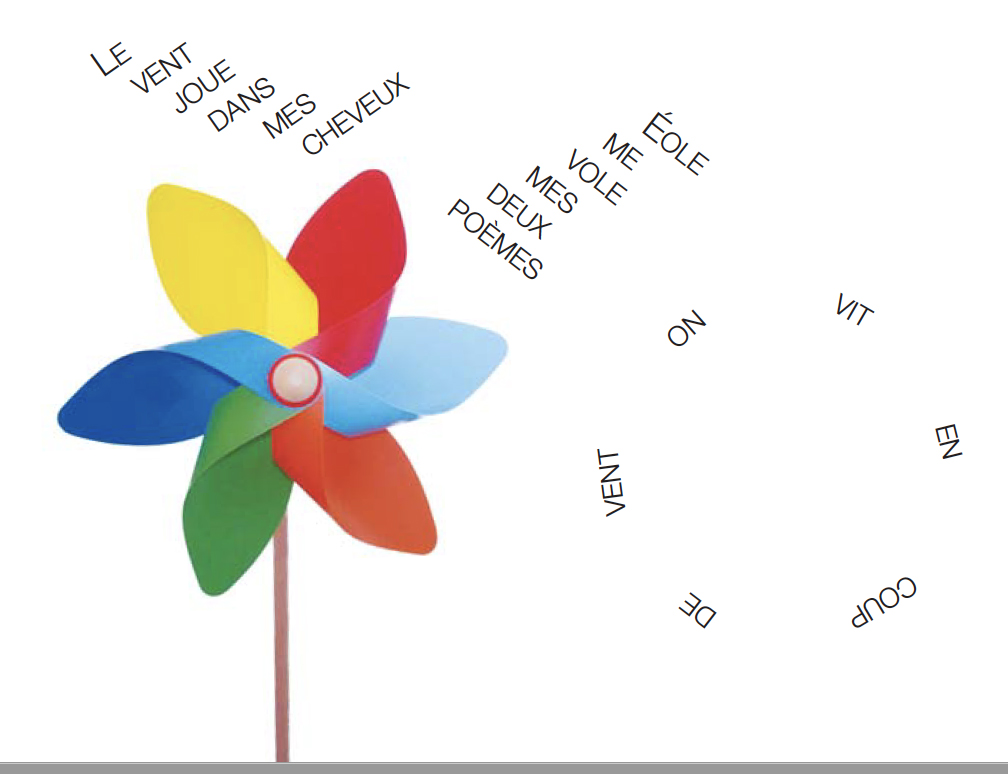
Deux poèmes de participantes inspirées par le virevent lors d'un atelier de médiation culturelle offert par Leslie Piché en bibliothèque.

La Ville de Laval – siège social de la Société littéraire – n'a pas de lieu destiné aux résidences d'auteur. Toutefois, occasionnellement, la municipalité accorde une bourse d'écriture assortie d'une obligation de médiation culturelle dans le réseau de ses bibliothèques. C'est dans ce cadre que la SLL a collaboré à l'automne 2016 avec Leslie Piché, lors de sa résidence à la bibliothèque Gabrielle-Roy de Fabreville à Laval; la poète a lié sa recherche-création sur le thème du vent à un concert des Chambristes de l'Orchestre symphonique de Laval et, à l'été 2021, le titre de sa suite poétique, Tourne et tourne et tourne le vent, s'est retrouvé amalgamé à un dessin de l'artiste lavallois Patrick Coppens dans une Station Poésie du Centre de la nature.
En 2020, la directrice de la revue Entrevous a encadré un étudiant en littérature rémunéré par Emploi Canada, pour une résidence d'écriture. Au fil des mois, Félix-Antoine Allard a travaillé sur son projet Archipels, un recueil de poésie dont il a publié plusieurs extraits dans la revue Entrevous.

## Mémoire littéraire et commémoration
Bien que la mission de la Société littéraire de Laval ne le mentionne pas explicitement, l'organisme s'est investi d'un devoir de mémoire littéraire et de commémoration.
Sa préoccupation principale concerne sa propre histoire littéraire et celle de sa région, Laval. En octobre 2015, un numéro double de la revue Brèves littéraires a souligné le trentième anniversaire de la SLL en retraçant les faits marquants de son histoire. Par exemple, le 2 octobre 2016, la SLL a orchestré la cérémonie d'inauguration de la Place Anne-Marie-Alonzo, une femme de lettres lavalloise.
À compter de juin 2021, considérant que les 27 numéros de la première revue de la SLL, Le Littéraire de Laval, n'ont pas été numérisés par Érudit, la SLL a entrepris d'en republier les textes les plus significatifs dans une section de la revue Entrevous, consacrée à la «Mémoire littéraire».
Dans cette même section paraissent aussi divers articles sur le thème de l'héritage culturel et de la commémoration (p.ex. : les bibliothèques, le folklore, les lieux liés à des écrivains ou à leurs œuvres, tels August Strindberg, Gabrielle Roy et Pablo Neruda.
Enfin, certains articles de la revue Entrevous, notamment dans la section «La littérature est partout», suggère en filigrane le concept d'une édification collective de la mémoire littéraire (p. ex. l'entretien avec Marc-François Bernier, l'auteur de l'essai sur les chroniques de Pierre Foglia, le tapuscrit en rouleau du roman On the road de Jack Kerouac, l'exposition «Sur les traces d'Agatha Christie», La tombe des lucioles, le récit de Akiyuki Nosaka classé au patrimoine mondial littéraire de l'Unesco.
Pour ce qui est de la commémoration, en 2012, la SLL a répondu à un appel de projet de la Centrale des artistes, pour souligner le Jour du Souvenir: la poète Leslie Piché a été associée au compositeur Louis Babin, et le 11 novembre à 11 h 11, l'œuvre musicale et poétique d'une minute onze secondes pour carillon et voix «628 736 et des poussières» a été entendue pour la première fois sur la Place Claude-Léveillée de l'Espace Montmorency de l'Université de Montréal à Laval.

## Prix et reconnaissances
Depuis sa fondation, la SLL a tenu, coordonné ou appuyé plusieurs concours littéraires.
Les Prix Brèves-littéraires étaient un concours de prose et de poésie ouverts à tous, ponctuel en 1996, puis annuel de 2000 à 2007. Les Prix de la Fondation lavalloise des lettres était le même concours rebaptisé, la FLDL en assurant le financement de 2009 à 2012, tout en laissant son organisation à la SLL. Les textes des lauréats ont paru dans la revue Brèves littéraires. En 2014, la fondation a créé un concours d'essais littéraires et la revue Brèves littéraires a continué à publier les textes des lauréats des deux premières éditions. 
Concurremment, la SLL a créé, en hommage à une cofondatrice de la SLL, le Prix Jacqueline-Déry-Mochon récompensant l'auteur ou l'autrice d'une première œuvre publié chez un éditeur agréé. Il a été remis, en alternance, à une première œuvre de poésie ou de prose (roman ou recueil de nouvelles). Les récipiendaires sont : Julie Hivon (2000), Tania Langlais (2001), Melchior Mbonimpa (2002), Violaine Forest et Nazila Sedghi (2003, ex æquo), Wajdi Mouawad (2004), Louise Marois (2005), Françoise Roy (2006).

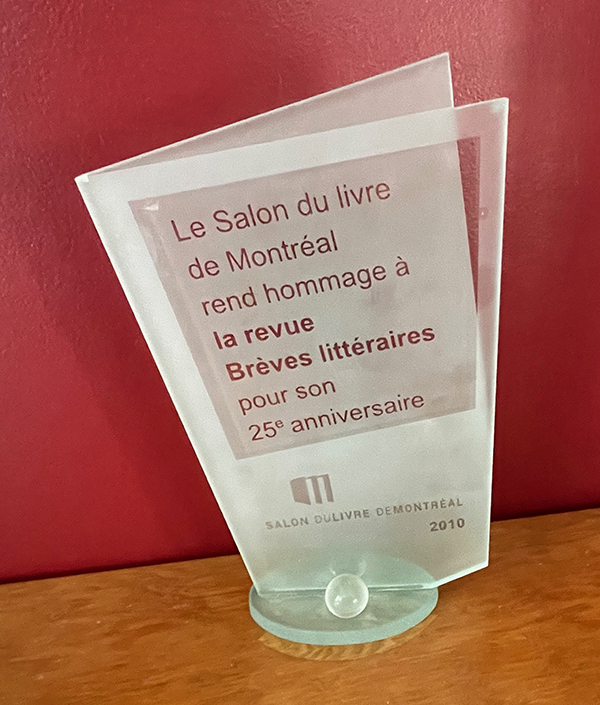
Trophée du Salon du livre de Montréal offert à la SLL pour le de la revue Brèves littéraires.

Après quelques années sans concours actif, la SLL a créé le Prix Patrick-Coppens-Entrevous grâce à un don récurrent de ce mécène cofondateur qui souhaitait récompenser un créateur littéraire qui a publié au cours de l'année dans la revue Entrevous. Les lauréats sont : en 2019, Claudie Bellemare (prix), Monique Pagé (première mention) et Diane Landry (seconde mention); en 2020, Suzanne St-Hilaire (prix), Monique Leclerc (première mention) et domlebo (seconde mention); en 2021, Marie-Andrée Nantel (prix), André Jacob et Suzanne St-Hilaire (première mention ex-æquo), Monique Leclerc (seconde mention), Danielle Shelton (mention spéciale); en 2022, Karim Akouche (prix), un collectif de six poètes japonisants rendant hommage à l'Ukraine (première mention), Monique Leclerc et André-Guy Robert (seconde mention ex aequo; en 2023, Leslie Piché (prix et première mention), André-Guy Robert et Louise Vachon (seconde mention ex aequo);  en 2024, un poète de la relève, Orian Dorais (premier prix), Lise Chevrier (second prix), Diane Landry (troisième prix).          .  
En 2021, un autre mécène a créé le Prix André-Jacob-Entrevous pour souligner la qualité d'une création littéraire dans une œuvre multidisciplinaire parue dans la revue. Le premier prix de ce concours a été remis à un duo de crétarices, Suzanne St-Hilaire et Monique Pagé. Ce prix a été accordé à André-Guy Robert en 2022, à la Roumaine Lavana Kray en 2023 et à Diane Landry en 2024. 

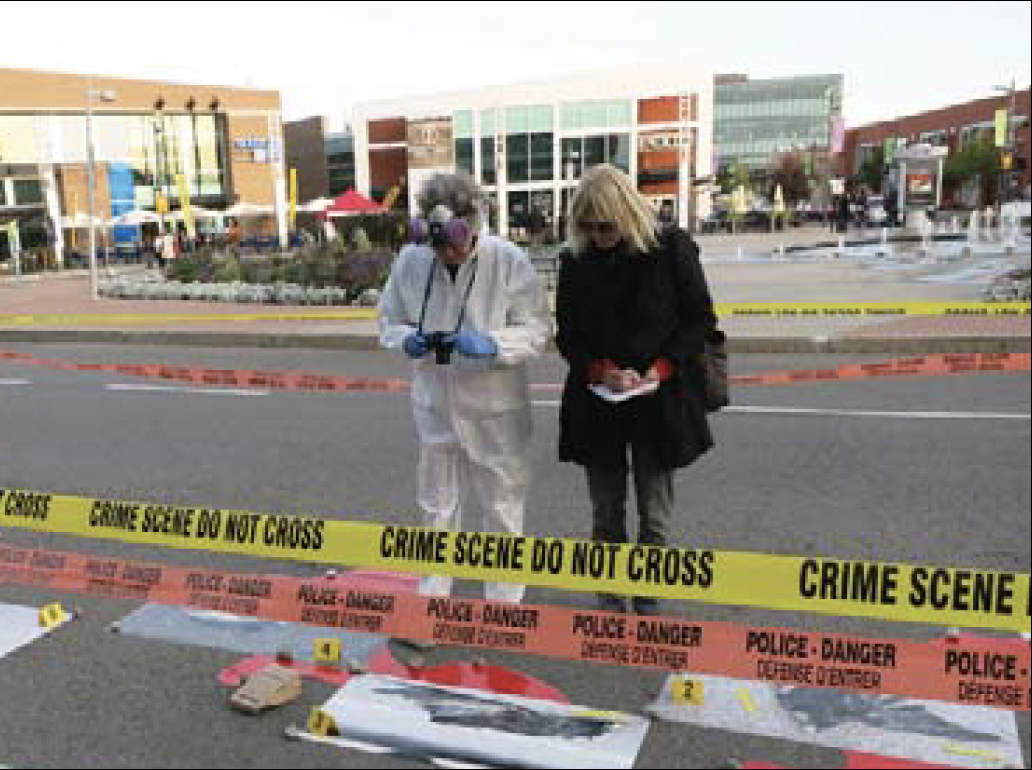
Installation Scène de crime au Park(ing) Day 2014. Jeu de rôle : le scientifique Warren et la détective Shelton enquêtent au Centropolis de Laval.

À l'occasion, la SLL s'est associée à des concours littéraires de partenaires en publiant des textes de lauréats : les Grands prix littéraire de Laval ; les prix du Concours intercollégial de poésie ; le Prix pancanadien de composition française au secondaire ; le Prix binationale de nouvelle Mexique-Québec ; les Prix Pour un monde meilleur, un concours du Courrier Laval en 2013 ; les Prix Le Passeur et Paulette-Chevrier de la Fédération québécoise du loisir littéraire (FQLL); direction du jury et diffusion de contes lauréats et finalistes du concours Il faut que j'te raconte..., sous l'égide de la Société nationale du Québec à Laval.
La SLL a elle-même été récompensé par des prix. L'organisme a reçu en 2002 le Prix Animation du livre et de la culture du Conseil régional de la culture de Ville de Laval; ce prix récompensait la SLL pour « son apport dynamique à la communauté lavalloise ». En partie pour leur engagement à la SLL, la présidente de la SLL et directrice de la revue Brèves littéraires d'alors, Claire Varin, a reçu la même année un Prix à la création artistique du Conseil des arts et des lettres du Québec, et Thérèse Tousignant, le Prix Coup de Cœur du jury décerné par le Conseil régional de la culture de Ville de Laval pour son « implication remarquable [...] dans le développement et le rayonnement de l'écriture et de la littérature en sol lavallois ». La SLL a  reçu en 2010 un trophée hommage du Salon du livre de Montréal, soulignant le 25e anniversaire de sa revue Brèves littéraires. En 2012, la SLL a partagé avec l'École secondaire Horizon Jeunesse, le Centre d'interprétation de l'eau (C.I.EAU) et l'artiste Laurraine Beaulieu une bourse offerte par Culture pour tous, lors de la compétition provinciale des Prix Essor, pour la performance interactive Eau secours. Sous la direction artistique des enseignantes Chantale Labbé et Annie-Claude Saint-Jean, Leslie Piché, de la SLL, a réalisé l'écriture de la scénographie inspirée des écrits des étudiants. En 2014, la SLL s'est vu décerner le Prix créativité et originalité du Park(ing) Day 2014, organisé au Centropolis de Laval par le Conseil régional de l'environnement, pour l'installation Scène de crime, œuvre multidisciplinaire de deux de ses membres : la poète japonisante Danielle Shelton et le photographe d'art R. A. Warren.
La directrice de la SLL Danielle Shelton a reçu un Prix Hommage Saint-Denys-Garneau 2023 pour son implication interculturelle à la SLL; cet honneur lui a valu d'être invitée à signer le Livre d'or de la ville de Laval. 

## Collaborations, mécénat et bénévolat
La Société littéraire de Laval réalise une part de ses activités en collaboration avec des partenaires, notamment des bibliothèques, des organismes communautaires et des organismes professionnels de création dans d'autres disciplines artistiques. Une analyse des contenus de la revue Entrevous éditée à partir de juin 2016 montrent que les partenariats sont régionaux (Laval), trirégionnaux (Laval, Laurentides, Lanaudière) et autres (montréalais, provinciaux, nationaux, internationaux). Par exemple, la Société littéraire de Laval a collaboré avec André Jacob, auteur du Manifeste pour la paix, en participant à ses appels à contribution thématique pour le Festival international de poésie Paroles dans le monde (Palabra en el mundo),, partenaire des Artistes pour la paix.
À titre d'organisme culturel reconnu par Culture et Communications Québec (MCC), la Société littéraire de Laval émet des reçus officiels de dons aux fins de l'impôt provincial sur le revenu. Son capital, géré par la Fondation du Grand Montréal, provient des dons accumulés lors d'évènements bénéfices et d'une subvention du MCC obtenue dans le cadre du programme Mécénat Placements Culture. Les intérêts et divers autres dons privés sont affectés à la production de la revue Entrevous, à des concours de création littéraire ou à des projets ponctuels. Parmi les donateurs récurrents, il y a la Fondation lavalloise des lettres et des membres de l'organisme.
La SLL étant un organisme à but non lucratif, l'implication bénévole de ses membres, des artistes et des écrivains qui collaborent à ses activités d'arts littéraires, incluant la revue Entrevous, contribue à son rayonnement et à celui de ses partenaires de création (p. ex. l'Orchestre symphonique de Laval) ou de diffusion (p. ex. la Fabrique culturelle de Télé-Québec, la SODEP, Érudit). En reconnaissance des contributions bénévoles à la SLL, la directrice de l'organisme, Danielle Shelton, offre annuellement, depuis 2008, une orchidée à un ou une membre qui lui a apporté une aide substantielle non rémunérée. Les récipiendaires sont : Diane Descôteaux (2008), Solange Léonard (2009), Madeleine Dalphond-Guiral (2010), Leslie Piché (2011), Marcelle Bisaillon (2012), Richard Warren (2013), Diane Landry (2014), Lise Chevrier (2015 et 2016), Danièle Panneton (2017), Martine Chomienne (2018), Félix-Antoine Allard (2019), André-Guy Robert (2020), André Jacob (2021), Martine Chomienne (2022), Lise Chevrier (2023), Suzanne St-Hilaire (2024).